# Basilique Notre-Dame de Marienthal de Haguenau
La basilique Notre-Dame de Marienthal de Haguenau est une basilique catholique située à Haguenau dans le département du Bas-Rhin en Alsace. C'est le plus ancien sanctuaire marial en Alsace.

## Historique

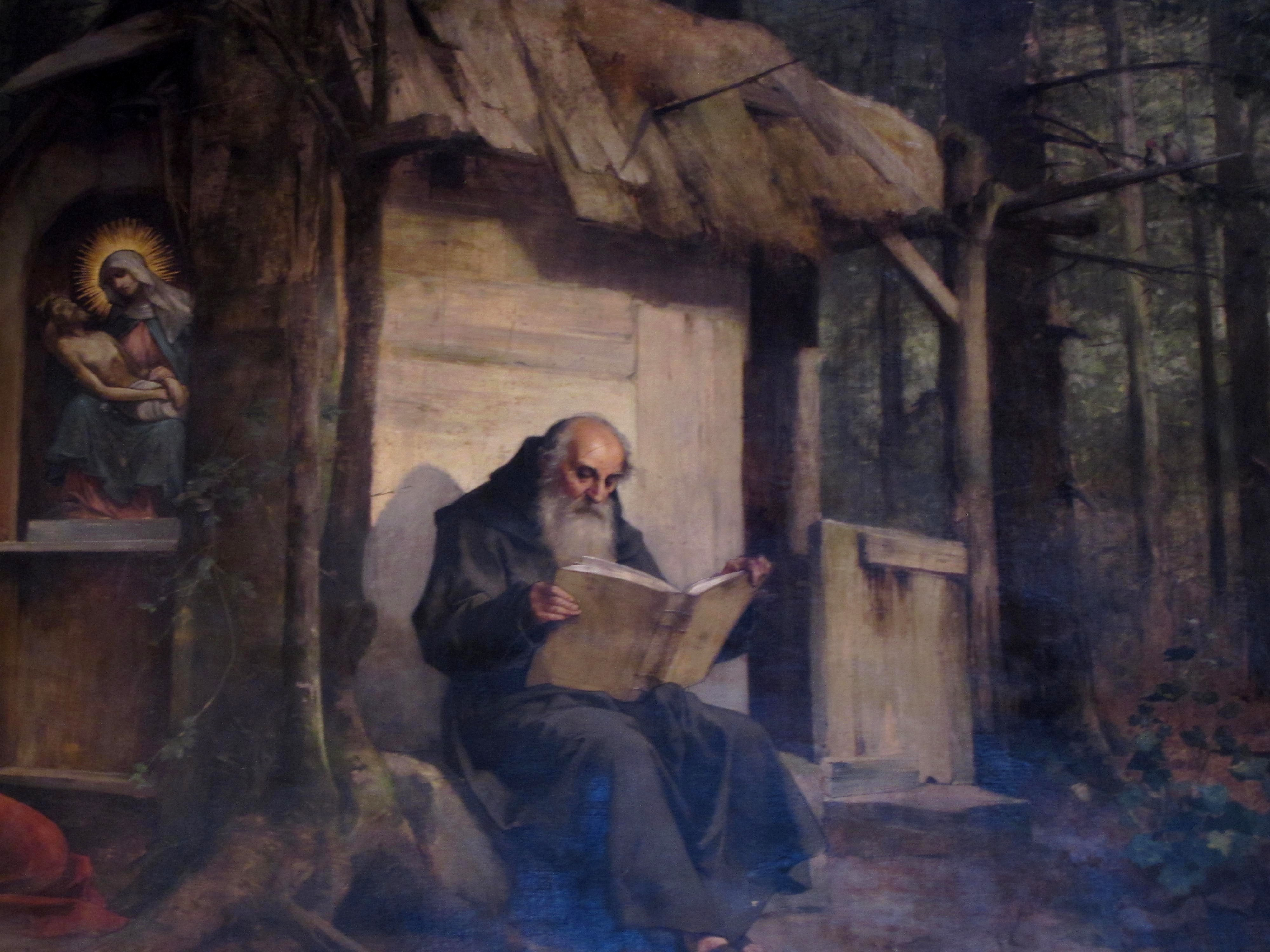
« Albert de Haguenau, premier ermite », Martin Feuerstein.

### Fondation
La première église aurait été achevée en 1256 par la famille noble d'Alsace Bourcard de Wangen et Ida de Fénétrange, son épouse. À la suite de la déposition de Henri II de Souabe, Albert de Haguenau, appartenant à une branche haguenovienne de la famille noble et servant comme maréchal au château impérial de Haguenau, décide de se retirer au bord de la rivière de Marienthal en 1240. Il attire des disciples et fonde une communauté d'ermites. Cette communauté adopte la règle de l'ordre de Saint-Guillaume, une communauté monastique de Toscane de Guillaume de Malavalle. On les appelle les « guillemites ». Ces moines venant de l'abbaye de Gräfinthal en Sarre restent fidèles à Marienthal pendant trois siècles.
Un couvent et une chapelle sont bâtis dès 1257 par la communauté en l'honneur d'une statue de la Vierge Marie sur des terres cédées par la famille d'Albert, qui reçoivent le nom de Marienthal ou « val de Marie ».
Le pèlerinage marial prend de l'ampleur dans la deuxième moitié du XIVe siècle et son succès est confirmé par le fait que le pape Boniface IX lui accorde en 1402 des indulgences. Le site est remanié à partir de 1462. De cette période datent trois sculptures :
- le Christ au tombeau avec trois gardes ;
- saint Guillaume de Malavalle, fondateur des guillemites avec un pic ;
- la mort de la Sainte-Vierge entourée des apôtres.

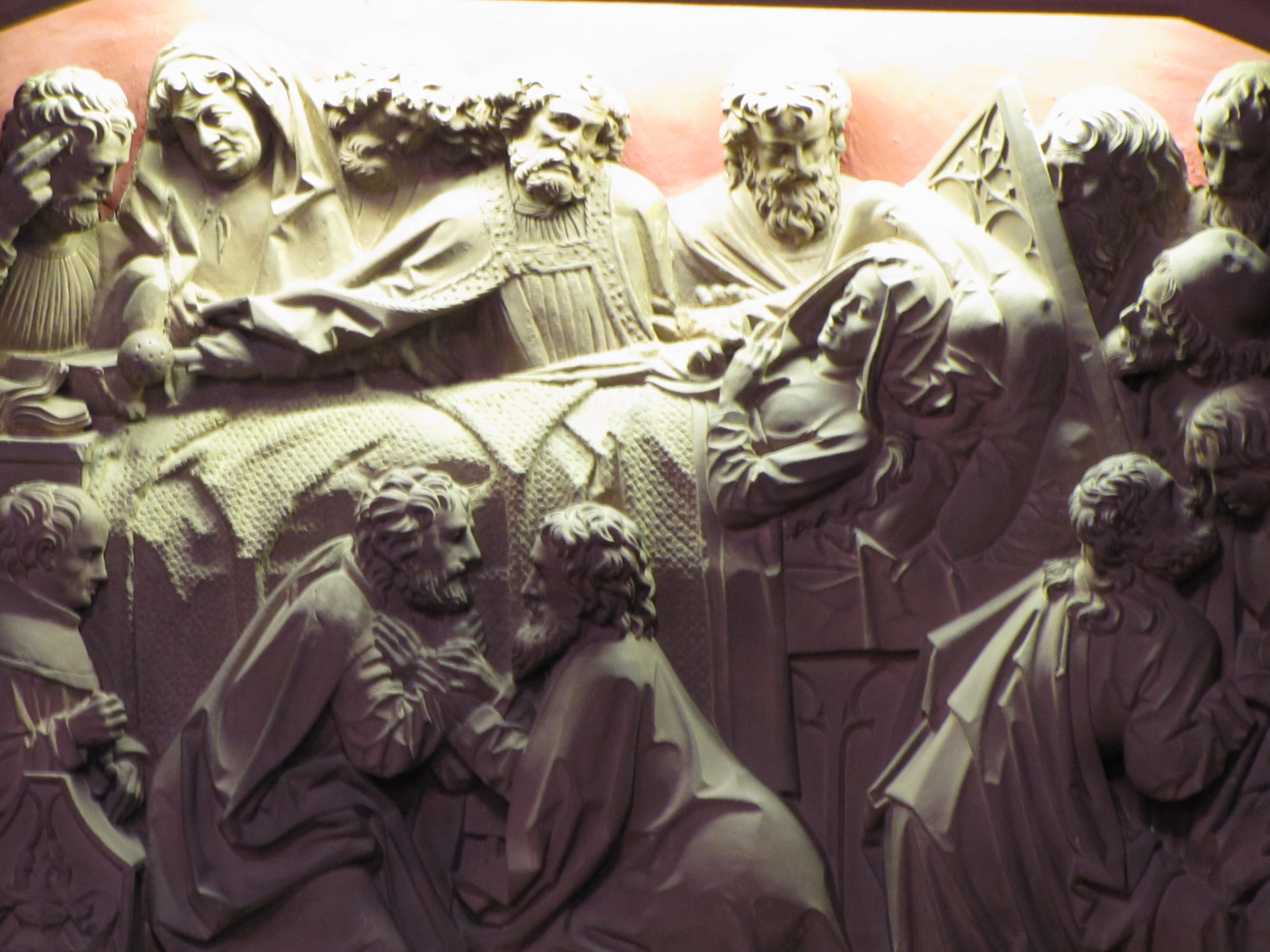
Le dormition de la Vierge.
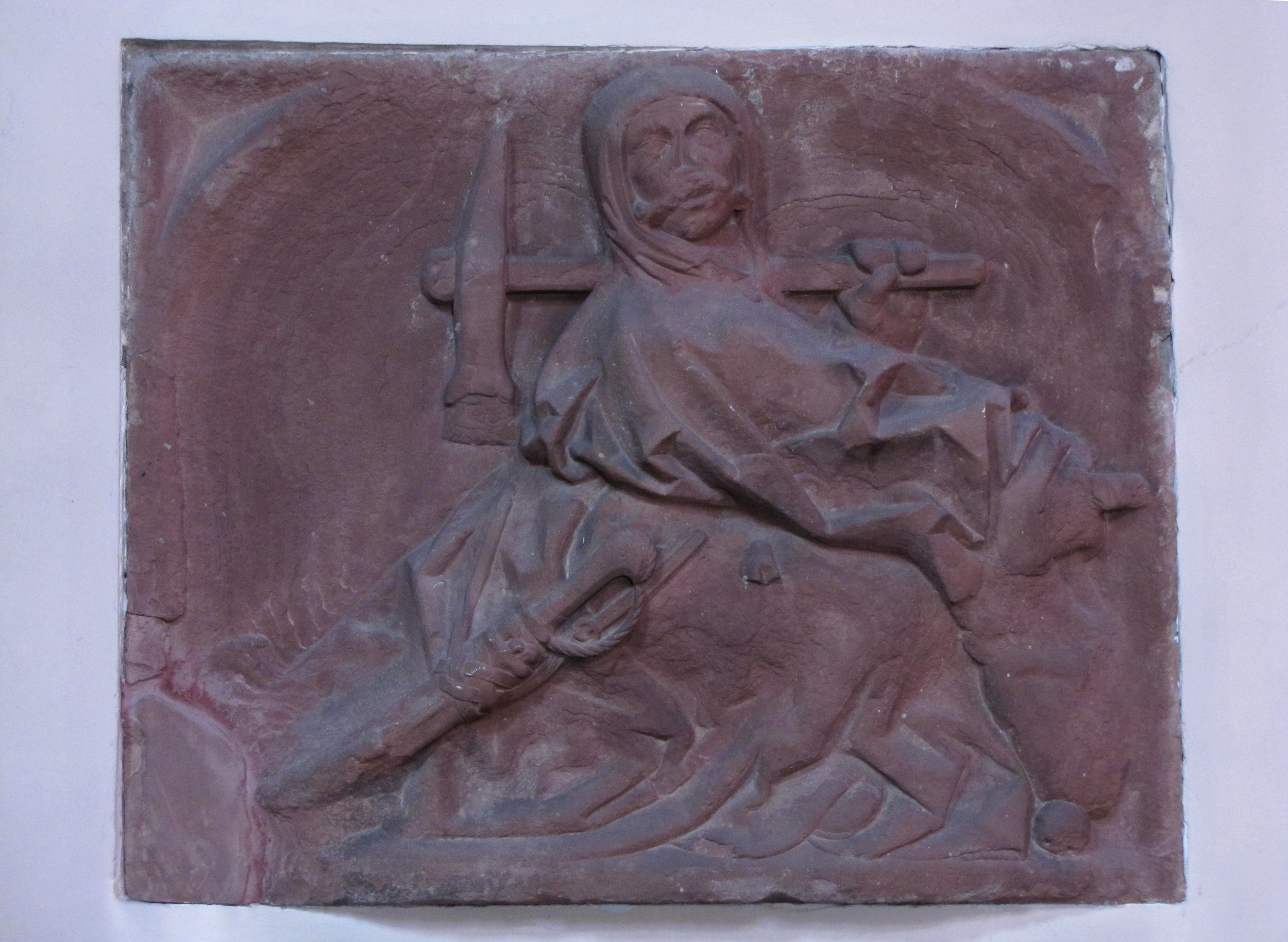
Saint-Guillaume, fondateur des guillemites.
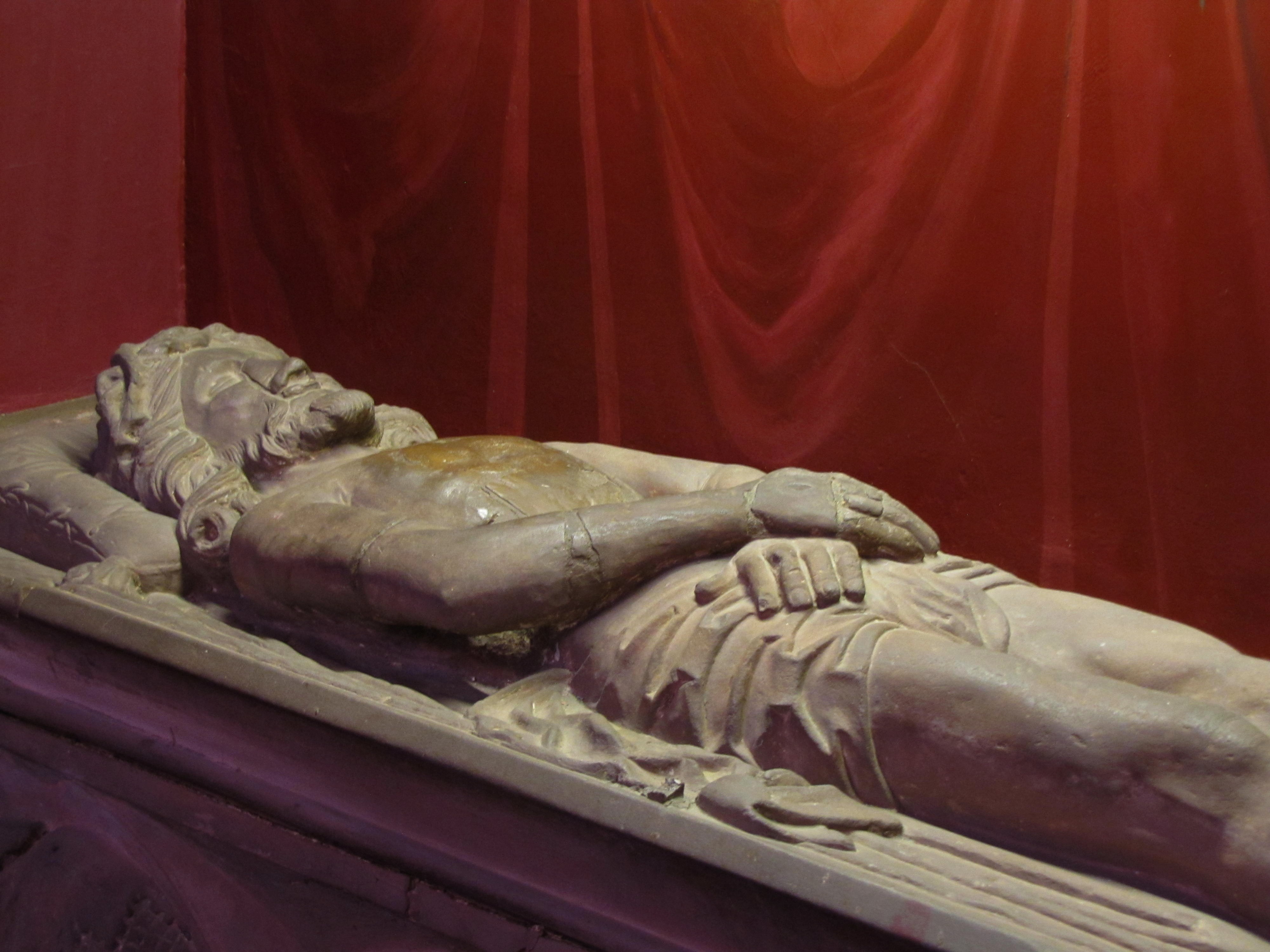
Le Saint-Sépulcre.
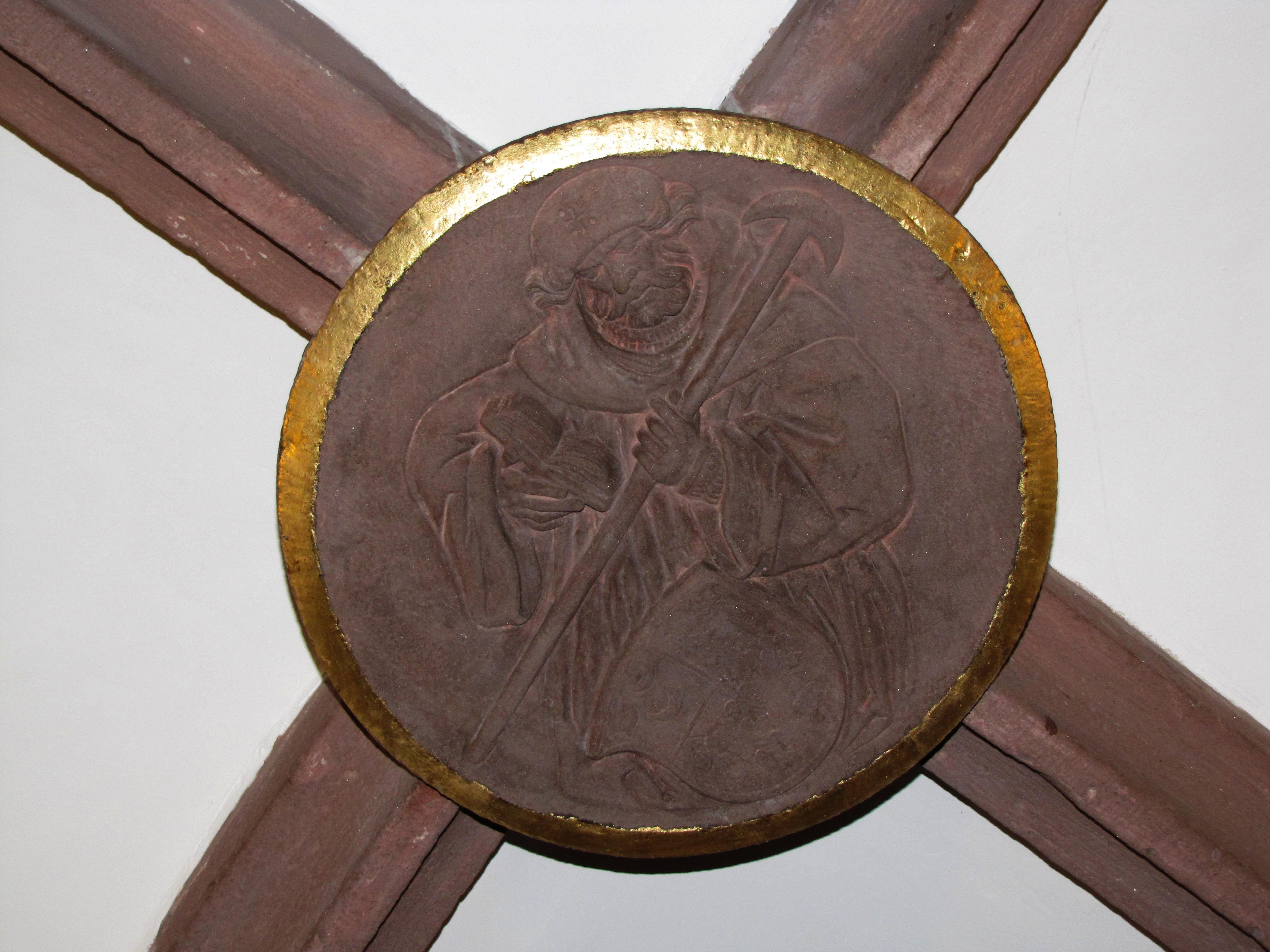
Une sculpture dans la clé de voûte de la sacristie.

La sacristie date de 1519. On attribue à la Vierge des miracles, comme le retour à la vie des enfants décédés, le retour des enfants égarés, la guérison des personnes possédées et la libération des prisonniers (les fresques de 1519).

### Troubles et renaissances

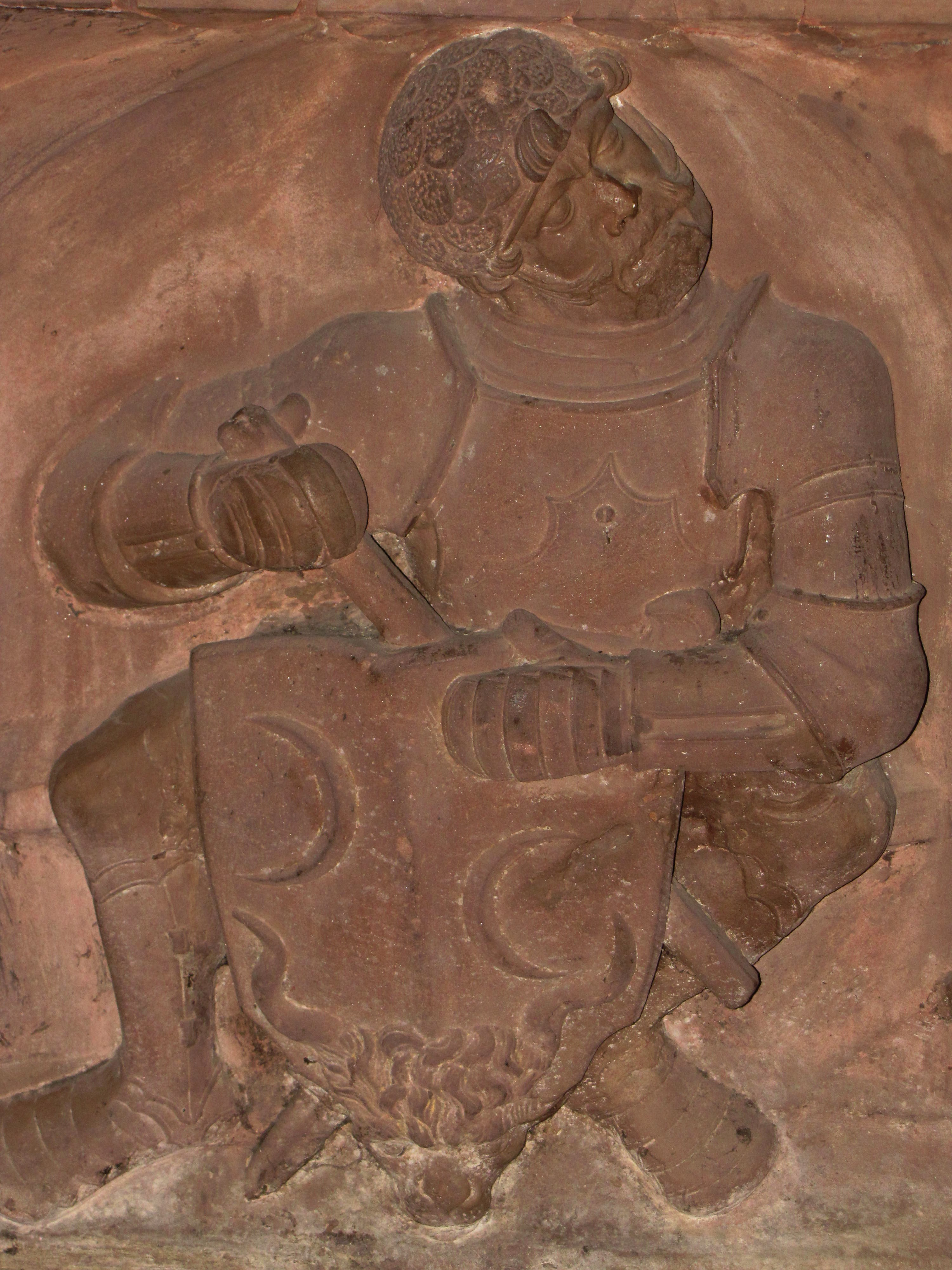
Soldat en habit du XVe siècle sous le Saint-Sépulcre.

Au moment de la Réforme protestante, les religieux qui gèrent le lieu de pèlerinage se relâchent et la guerre des paysans en Alsace et en Lorraine ravage le sanctuaire en 1525. L'ordre qui gère Marienthal disparaît en 1543, le dernier prieur devenant réformateur ; le sénat de Haguenau gère le lieu.
En 1617, les jésuites de Haguenau sont chargés d'animer le sanctuaire jusqu'à la dissolution de l'ordre et du collège jésuite de Haguenau en 1765. Le pèlerinage fut interrompu par les troubles de la guerre de Trente Ans (1618–1648). Les troupes protestantes d'Ernst von Mansfeld ravagent le sanctuaire, les fermes et les forêts de Marienthal en 1621. En 1650, l'église est restaurée et le pèlerinage est relancé (2 000 pèlerins en 1650 et 3 000 en 1652 et 1653). En 1657, deux couronnes d'argent sont données par Frédéric de Wangen pour la Vierge à l'Enfant.
De 1672 à 1678, l'église de Marienthal fut pillée plusieurs fois. Les deux statues de la Vierge furent déplacées de Marienthal à la chapelle Saint-Michel du cimetière Saint-Georges de Haguenau lors des périodes de troubles en 1525, 1649, 1674, 1705 et 1744.
Le pèlerinage connaît un réel succès entre 1723 et 1763 attirant des habitants d'Alsace, de Lorraine, du Palatinat du Rhin, du pays de Bade, de Westphalie et de Suisse. Il existe deux livres recensant les miracles et guérisons miraculeuses attribués à Notre-Dame de Marienthal, le premier est du docteur Schenck de Grafenberg (1749) et le second a été rédigé par les jésuites de Haguenau. L'ouvrage du docteur Schenck recense des guérisons de paralytiques, de muets et d'hydropiques, de femmes en couches ou d'hommes menacés de mort et sauvés par l'intercession de Marie. L'ouvrage des jésuites parle de conversions. Il évoque des prisonniers miraculeusement libérés, des paralytiques guéris, des aveugles retrouvant la vue, des accidentés échappant à la mort ou à la noyade.

### Marie Leszczynska et la dévotion à la Vierge de Marienthal

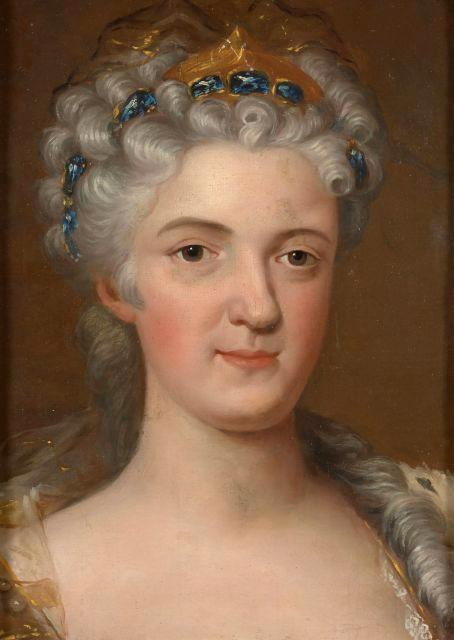
La reine de France Marie Leszczynska, l'épouse de Louis XV, avait une grande dévotion pour le sanctuaire.

Le pèlerinage voit accroître sa notoriété par la dévotion de Marie Leszczynska, fille du roi Stanislas Leszczynski détrôné de Pologne, installée à Wissembourg en 1720 avec sa famille. En 1725, Louis XV fait de Marie Leszczynska son épouse. Celle-ci se rend à Marienthal pour obtenir la bénédiction de Dieu pour son union. En 1727, devenue reine de France, Marie Leszczynska offre deux couronnes en or pour les deux statues de la Vierge avec deux inscriptions : « Le Tout-Puissant a fait pour moi des merveilles, saint est son nom, paroles du Magnificat et Qu'il ne cesse d'exalter ta miséricorde ; celui qui t'ayant invoquée dans ses nécessités n'aurait pas été exaucé - paroles de Saint Bernard de Clairvaux - À Marie reine du ciel et de la Terre, une autre Marie, la plus humble de ses servantes, a offert ce don le 25 mars 1727 ».
Marie Leszczynska ne cessera d'invoquer dans sa vie Notre-Dame de Marienthal et multipliera les dons (la bague de fiançailles en 1724, deux couronnes d'or pour les statues de la Vierge à en 1727, une ampoule d'argent, une lampe d'or en 1734, des lustres d'or, des robes richement brodées pour les statues de la Vierge, des ornements sacerdotaux, diamants pour l'ostensoir en 1763),.
Les jésuites rénovent l'intérieur du sanctuaire en 1728. La Vierge douloureuse ou la Pietà prend le pas dans la dévotion populaire sur la Vierge à l'Enfant. D'ailleurs, en 1741, les Jésuites élèvent un maître autel qui cache la Vierge glorieuse ou Vierge à l'Enfant.

### La gestion du sanctuaire confiée au prince-évêque de Strasbourg
Après 148 ans de gestion du sanctuaire par les Jésuites, la suppression de la Compagnie de Jésus entraîne en 1765 la fin de l'activité des jésuites à Marienthal. Les Augustins d'Alsace, les guillemites des Pays-Bas, Louis-Constantin de Rohan, évêque de Strasbourg et la ville de Haguenau se disputent la gestion du sanctuaire ; l'évêque de Strasbourg obtient gain de cause en 1766.
L'église est rénovée : le sol est rehaussé en 1779. Les plafonds du chœur et de la nef sont restaurés. L'autel de la Pietà est modifié. Le portail fut rénové en 1789.

### Les troubles révolutionnaires

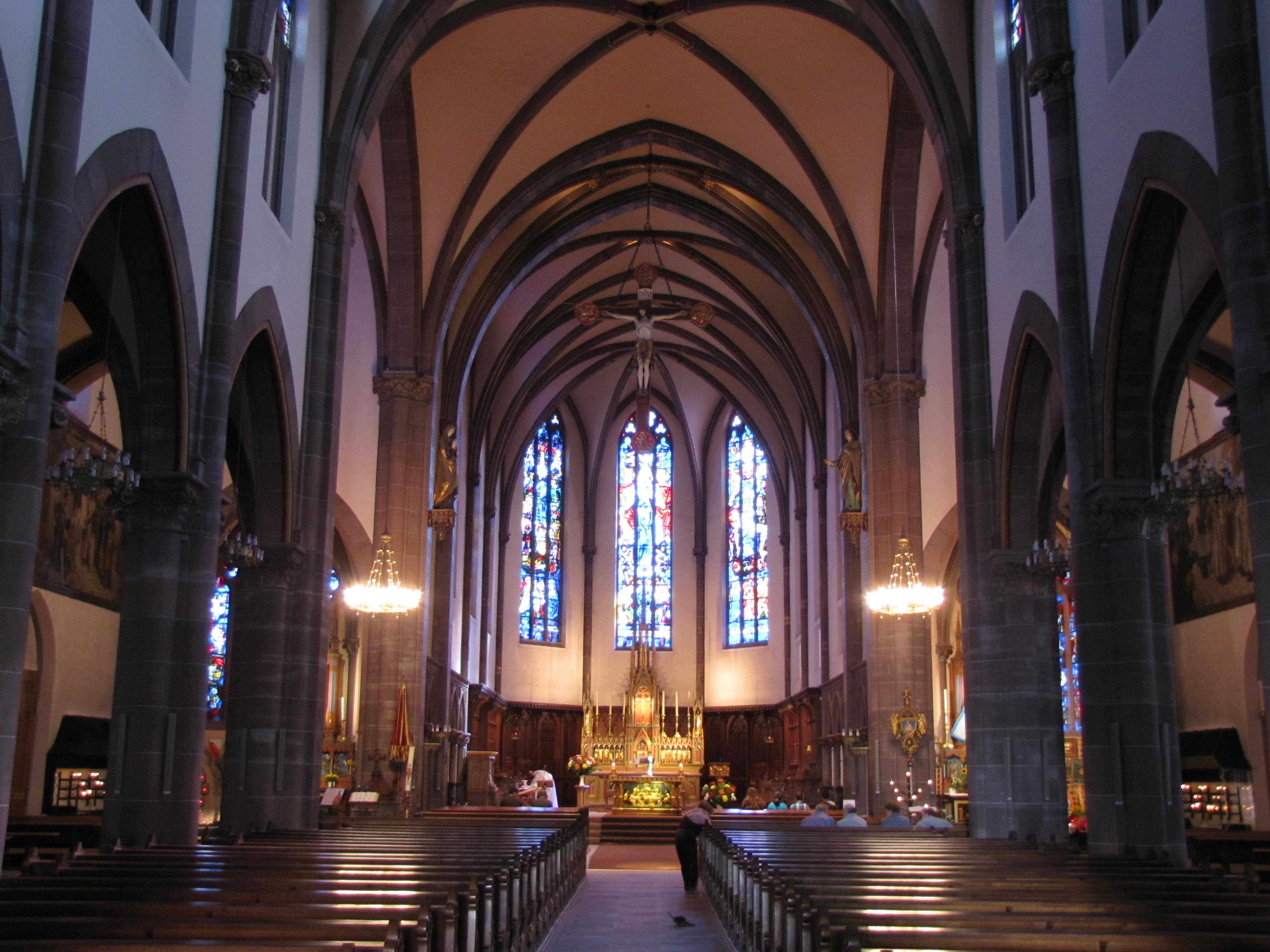
Vue intérieure de la nef vers le chœur.

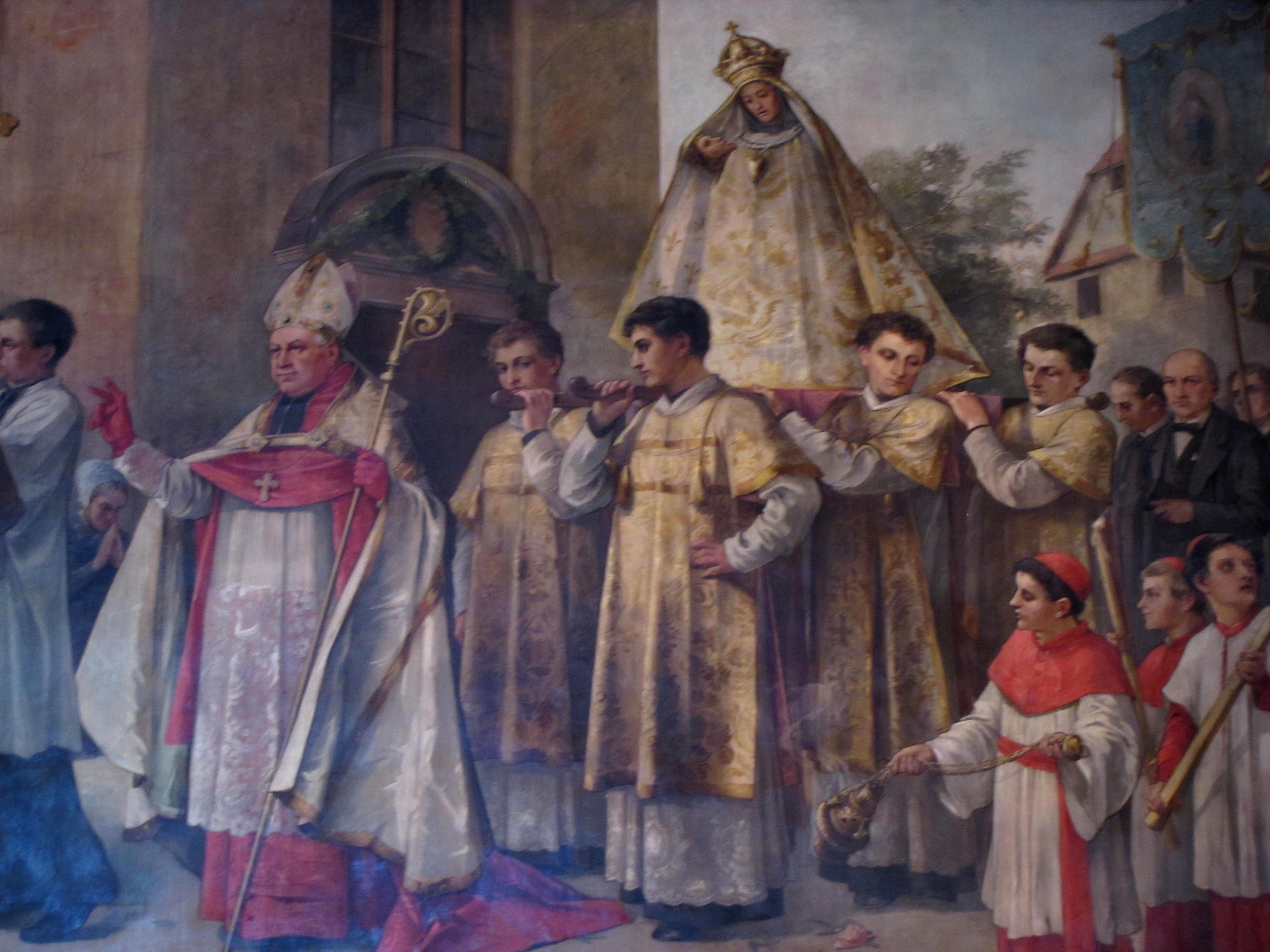
« Couronnement de la Vierge de Pitié en 1859 », Martin Feuerstein.

Lors de la période révolutionnaire de 1789 à 1799, les biens de l'Église sont confisqués la nuit du 4 août 1789 pour être vendus. Les municipalités doivent dresser l'inventaire des biens des églises. À Marienthal, la population empêche l'inventaire. Le commissaire municipal reviendra et confisquera les biens en or et en argent donnés par Marie Leszczynska et les ex-votos en argent. Ils seront fondus en 1791. La constitution civile du clergé supprime les couvents. La population proteste, le pèlerinage est conservé. Des prêtres de l'Église constitutionnelle sont imposés et les prêtres réfractaires sont expulsés. L'église doit être fermée en 1792 et les portes doivent être murées, mais la population s'y oppose. De 1793 à 1803, les deux statues sont mises à l'abri à Haguenau par les abbés Schack et Sutter, mais devant le danger, les deux statues sont amenées sur la rive droite du Rhin au couvent des religieuses de Notre-Dame d'Ottersweier au nord d'Achern. Les chapelles du Chemin de croix sur la route de Haguenau à Marienthal sont détruites par les révolutionnaires en 1794. Le Directoire est méfiant à l'égard du pèlerinage, il l'autorise brièvement en 1797, puis l'interdit. Face à l'affluence des pèlerins, il fait murer les quatre entrées, le 20 mai 1799. Après la signature du Concordat de 1801, le pèlerinage reprend en 1803. Le retour à Marienthal des deux statues, le 31 juillet 1803, sera l'occasion de grandes festivités.

### LeXIXesiècleet l'aménagement du sanctuaire

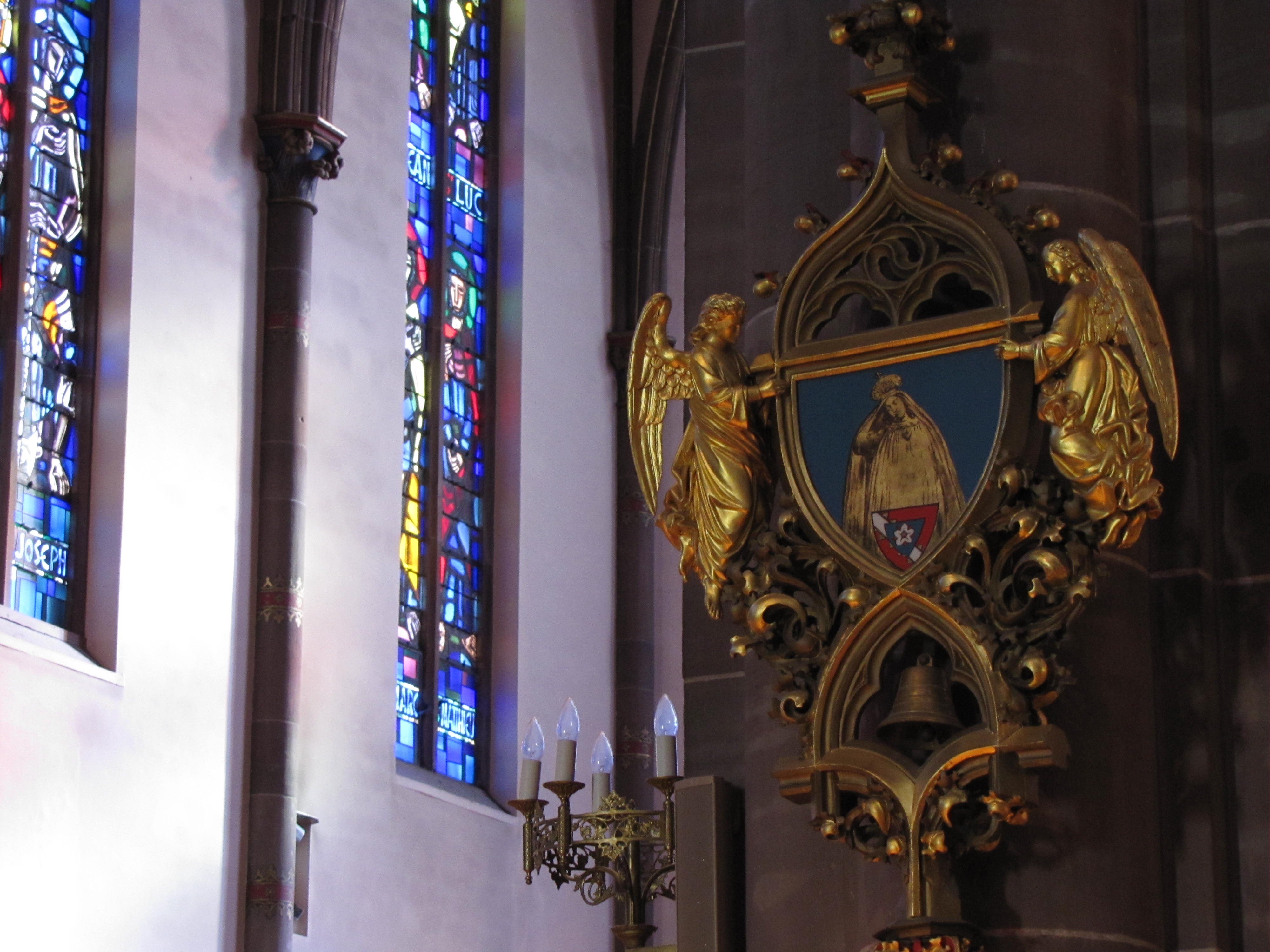
Une basilique mineure possède comme emblèmes le tintinnabule et l'ombrellino.

Par décret impérial du 20 janvier 1811 est créée une maison pour prêtres âgés et infirmes qui existe toujours. En 1842, une chapelle des confessions ou chapelle Saint-Joseph est construite par Joseph Roberdeau, architecte de la Ville de Haguenau. L'arrivée du train à Marienthal en 1855 relance le pèlerinage.
L'abbé Bernard Atzenhoffer veut agrandir l'ancienne église. Charles Alexandre François Morin, architecte du département et architecte diocésain depuis 1853, construit la nouvelle église de 1863 à 1866. Composée de trois nefs avec un transept, elle fait 55 m de long et 14 m de large et a une hauteur de 15 m. Les pierres viennent d'une carrière de Phalsbourg. Les peintures murales - aujourd'hui pratiquement disparues - sont l'œuvre des peintres A. Hochstuhl, Sorg de Strasbourg, Dennecker de Munich, Louis Icard de Paris et de Weyh de Colmar. Les vitraux sont de l'atelier Luçon de Paris. Ils sont détruits lors des combats de 1944.
Au XVIIe siècle, il était de tradition de couronner la Vierge (1619, 1658, 1661 et 1667), cette tradition est reprise au XIXe siècle. La Pietà est couronnée solennellement le 19 septembre 1859 à la demande du supérieur Atzenhoffer et en demandant que Mgr André Raess, évêque de Strasbourg obtienne l'autorisation au pape Pie IX. Lors du couronnement sont présents le cardinal-archevêque de Besançon Mgr Césaire Mathieu, l'archevêque de Bourges et aumônier de Napoléon III Mgr Alexis Basile Alexandre Menjaud, l'évêque de Strasbourg Mgr André Raess, l'évêques de Spire Mgr Nikolaus von Weis, l'évêque de Metz Mgr Paul Dupont des Loges, l'évêque Saint-Dié Mgr Louis-Marie Caverot en présence des autorités civiles le maire de Haguenau, de 1853 à 1866, Dominique-Maurice Chompré, le général à la retraite Frédéric Corréard, le colonel de gendarmerie, le lieutenant-colonel, commandant le 8e cuirassiers de Haguenau, le président du tribunal de Strasbourg et le recteur de l'académie de Strasbourg Marie-Théodore de Bussierre. 10 000 fidèles participent à l'office. La cérémonie est immortalisée par la fresque de Feuerstein dans le transept face à l'autel de la Vierge douloureuse.
L'église est consacrée le 12 septembre 1866 par Mgr André Raess, évêque de Strasbourg. À cette occasion sont présents le cardinal-archevêque de Besançon Césaire Mathieu, le cardinal-archevêque de Sabine, les évêques de Spire, Mayence, Metz, Nancy, Saint-Dié, Bâle, Luxembourg et Genève.
La statue de la Vierge à l'Enfant est couronnée solennellement le 25 septembre 1871, quelques mois après la signature du traité de Francfort.
L'église est érigée en basilique mineure en 1892 par le pape Léon XIII. L'ombrellino ou le parasol est la marque de cette distinction, il est suspendu à gauche du chœur.

### Marienthal, symbole de la paix et de l'unité européenne

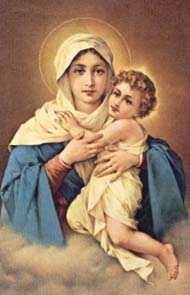
Mater Ter Admirabilis, la Vierge de Schönstatt.

Marienthal a toujours accueilli des pèlerins d'Alsace, de Lorraine, de France, d'Allemagne et de Suisse à une époque où le diocèse s'étendait des deux côtés du Rhin avant l'époque révolutionnaire.
Au moment où l'Europe est ensanglantée par une guerre fratricide entre les nationalismes allemand et français, Joseph Engling, séminariste allemand, militaire mobilisé durant la Première Guerre mondiale séjourne à Haguenau de novembre 1916 à juin 1917. Il fait plusieurs pèlerinages à Marienthal. Il est un des fondateurs du mouvement de Schoenstatt, en 1914, avec le père Joseph Kentenich. Joseph Engling est tué le 4 octobre 1918 à Cambrai. Il est en instance de canonisation, la cause attend un miracle à la suite d'une prière d'intercession. Une plaque commémore le passage de Joseph Engling ; le sanctuaire reçoit régulièrement des pèlerinages du mouvement de Schoenstatt. En mars 2019, une image solennelle de la Vierge de Schoenstatt a été installée dans la chapelle Saint-Joseph en hommage à Joseph Engling.
Dans une lettre du 2 mai 1992 pour le centenaire du sanctuaire, signée par le pape Jean-Paul II et rédigée par son secrétaire, le cardinal Angelo Sodano : « Par sa place au carrefour de l'Europe (...) le sanctuaire constitue un centre d'expérience spirituelle aux multiples aspects ».

## Description

### Les statues de la Vierge Marie
Deux statues de la Vierge se trouvent dans les autels secondaires.
- La Vierge à l'Enfant dite Notre-Dame-de-la-Joie daterait de 1425 :

Reprenant une légende populaire, l'abbé Victor Guerber écrit en 1876 qu'elle aurait été trouvée dans un puits près de l'abbaye Saint-Étienne de Marmoutier, A.-M. Burg, auteur d'une histoire de Marienthal, réfute cette interprétation. La Vierge d'origine vénérée représentée sur un sceau de 1298 montre Marie assise avec Jésus sur le genou gauche. Perdue ou détruite pendant une guerre, elle est remplacée par la Vierge debout qui aurait été sculptée par un atelier ayant réalisé les statues de la Vierge à l'Enfant d'Eschau, de Huttenheim et de Neuwiller. La statue serait probablement un don de Bernard Ier de Bade.

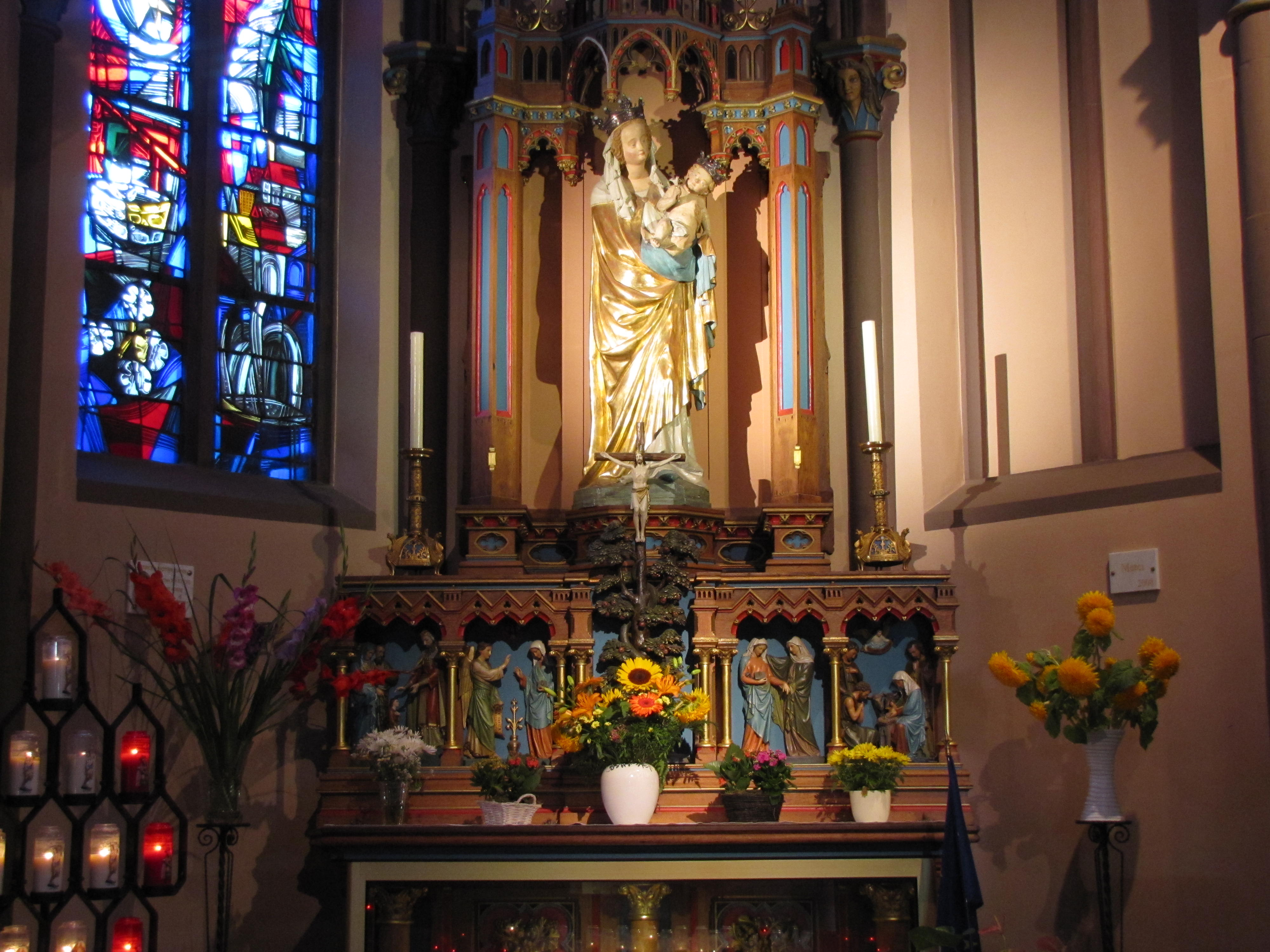
Autel secondaire Vierge à l'Enfant.
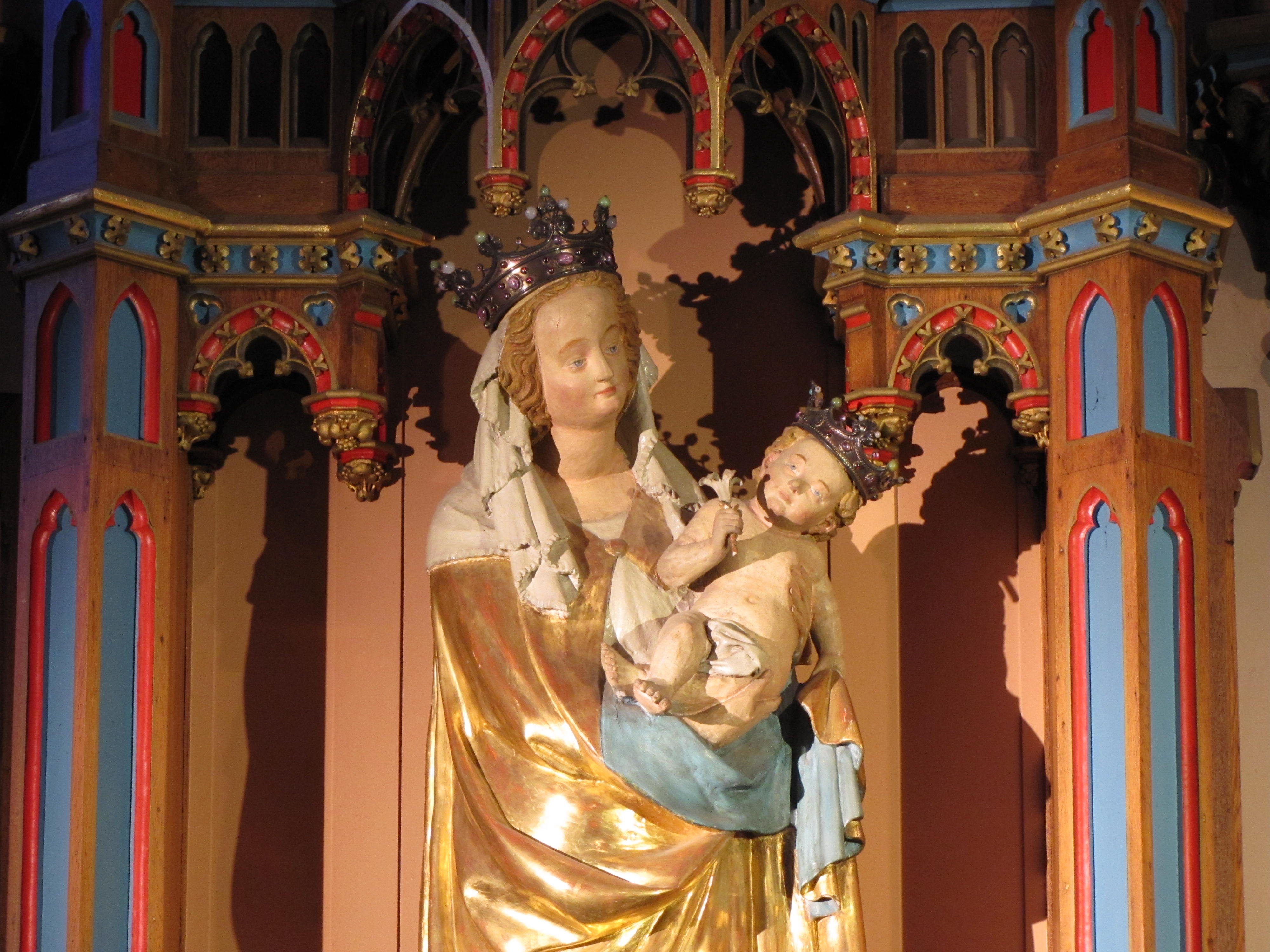
Vierge à l'Enfant dite Notre-Dame de la Joie.
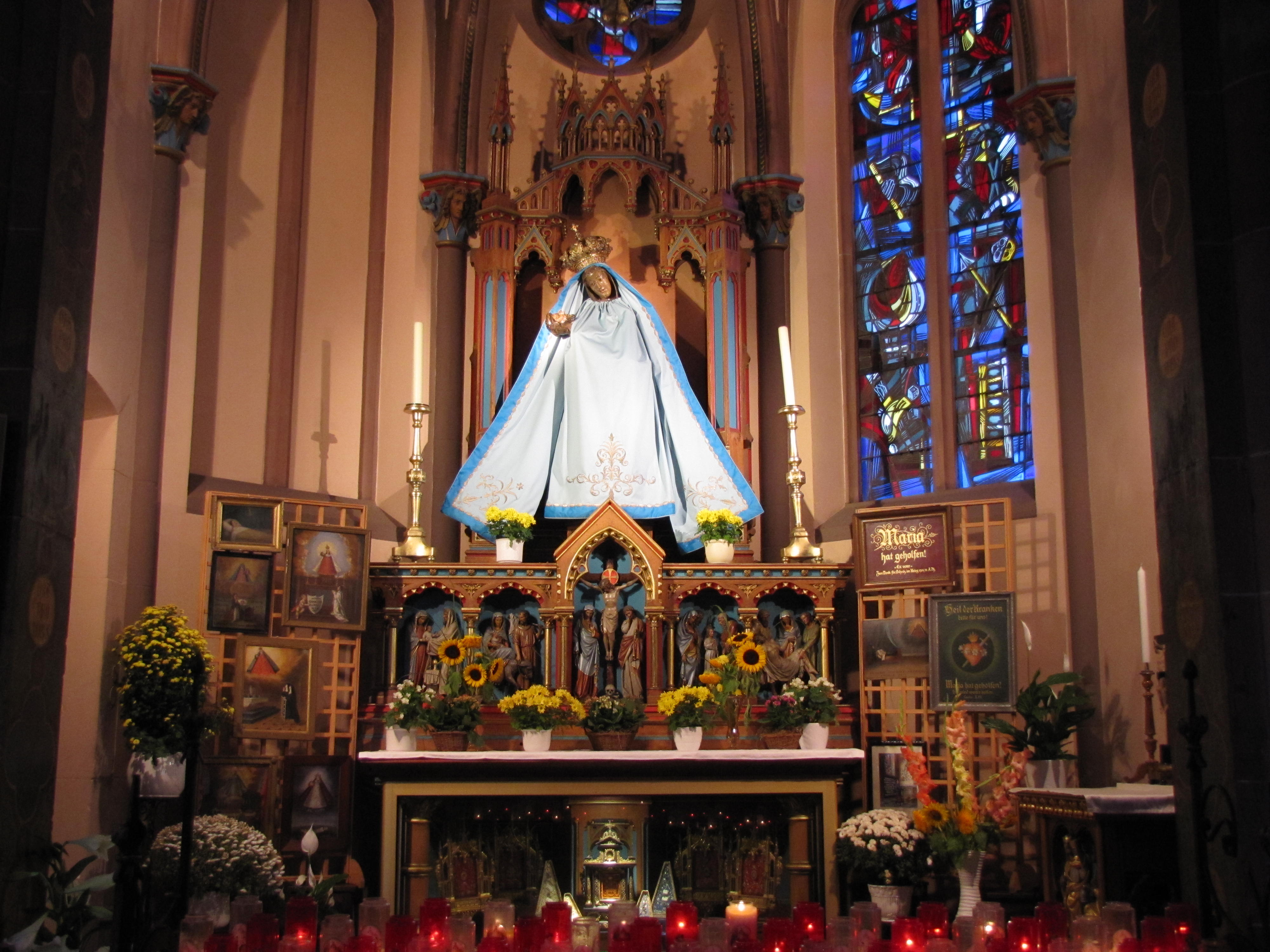
Autel secondaire de la Pièta (Marie tenant Jésus). L'habit est changé en fonction des fêtes mariales.
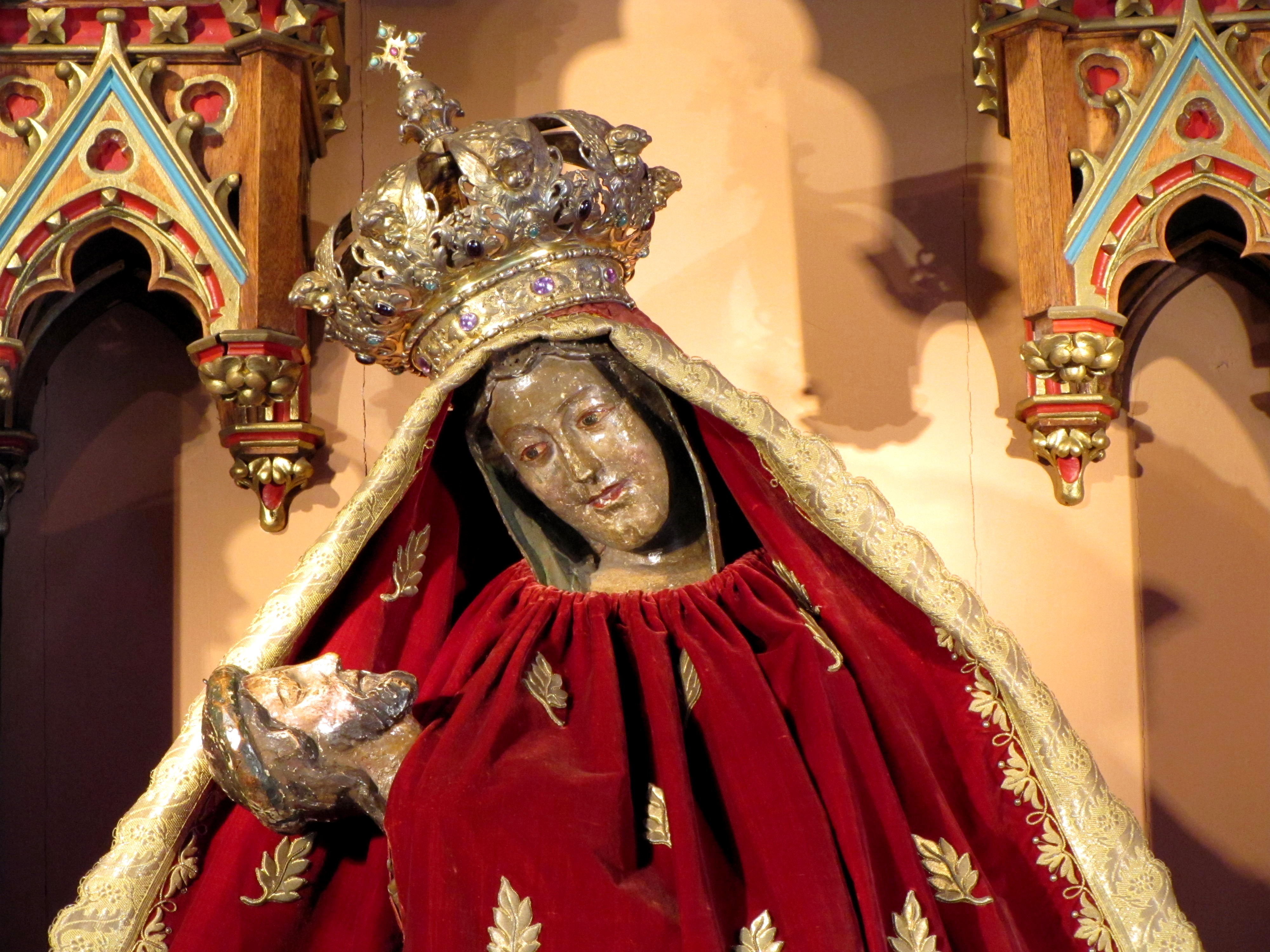
Vierge de Pitié avec son fils mort sur ses genoux.

- La Vierge de Pitié avec son Fils mort sur ses genoux daterait de la fin du XVe siècle :

De même, l'abbé Victor Guerber reprend une rumeur en écrivant, en 1876, qu'elle était vénérée dans une chapelle de la commune de Wahlenheim. A.-M. Burg critique cette interprétation. Elle est citée dans les documents du XVIe siècle et elle semble plus vénérée que la précédente car on la met spécialement à l'abri au moment des troubles. Elle a été restaurée en 2013 en lui restituant ses couleurs d'origine (les bords marron du voile et des habits).
Il était de tradition au XVIe siècle que les deux statues de la Vierge soient habillées et vêtues de bijoux. Cette tradition se poursuit concernant la Vierge de Pitié.

### Les peintures

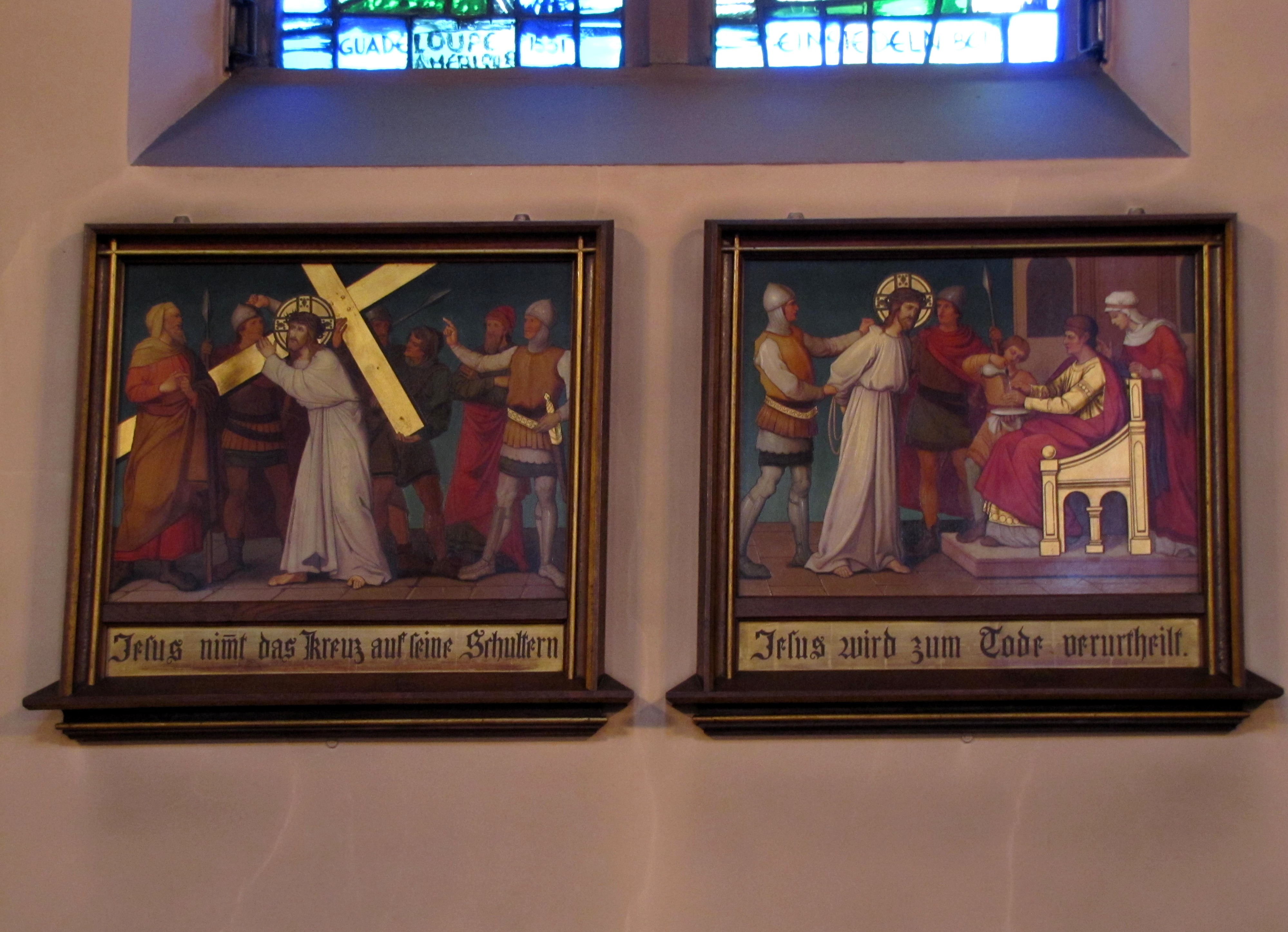
Chemin de croix de Franz Goss (peintre à Ratisbonne) copiant celui de Louis Hendrix (peintre à Anvers).

Les peintures murales réalisées en 1889 et 1890 sont de Martin Feuerstein, originaire de Barr, professeur de peinture religieuse à l'Académie des beaux-arts de Munich. Elles représentent Le Baptême du Christ et La Transfiguration sur les murs encadrant le portail principal et l'Origine légendaire de Marienthal et la Cérémonie de couronnement de la Vierge de Pitié suspendues dans la nef.

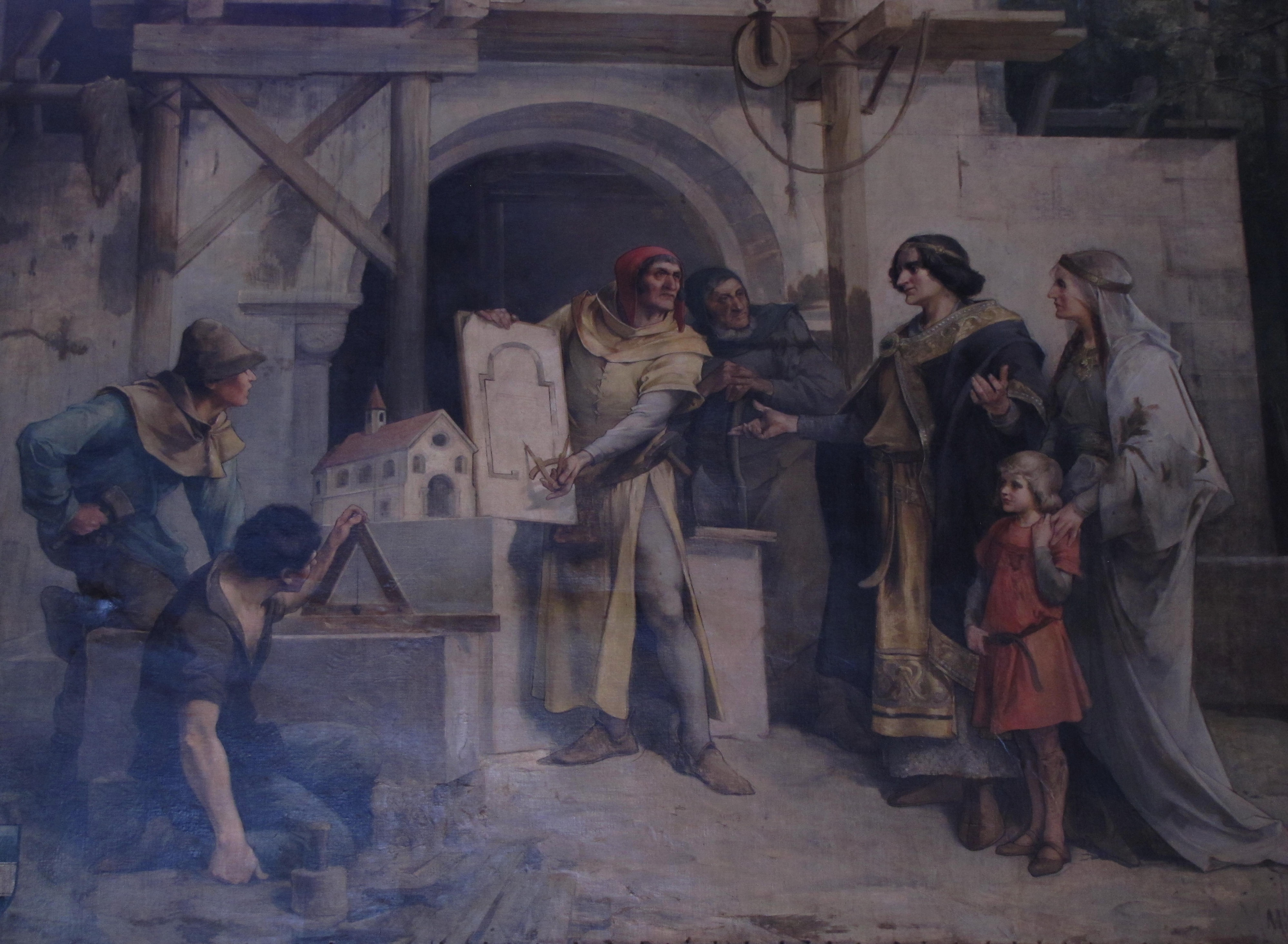
« L'origine légendaire de Marienthal » de Martin Feuerstein.
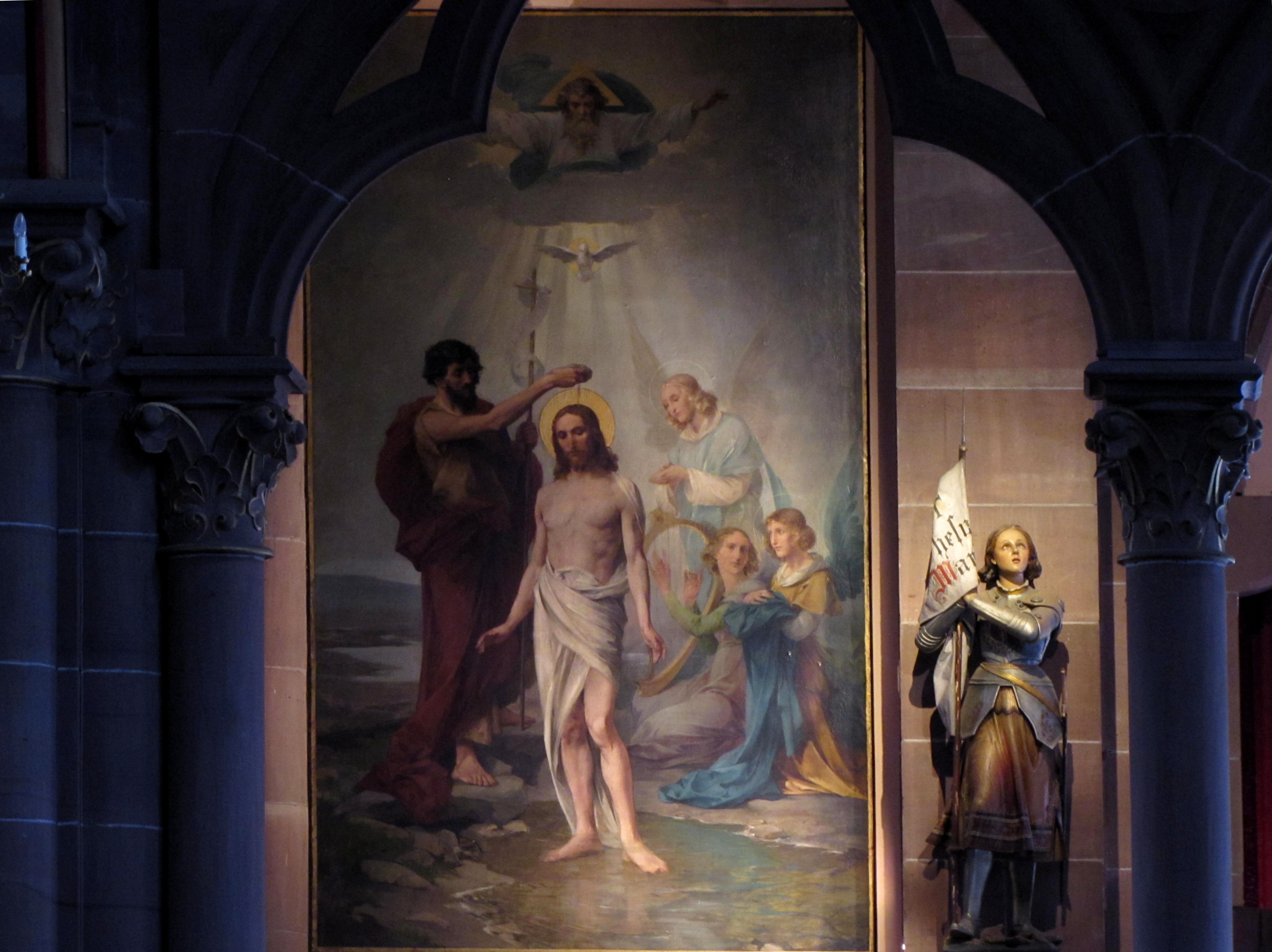
« Le Baptême de Jésus » de Martin Feuerstein

Le Chemin de croix dans les bas-côtés, la peinture sur bois, a été réalisé par Franz Goss (1871–1944) à Ratisbonne (1889) en copiant celui de Louis Hendrix (1827–1888), artiste originaire d'Anvers. La veillée spirituelle de la Passion de mars 2018 a permis de montrer la qualité artistique de ces deux peintres.

### Les sculptures
- Les statues extérieures :

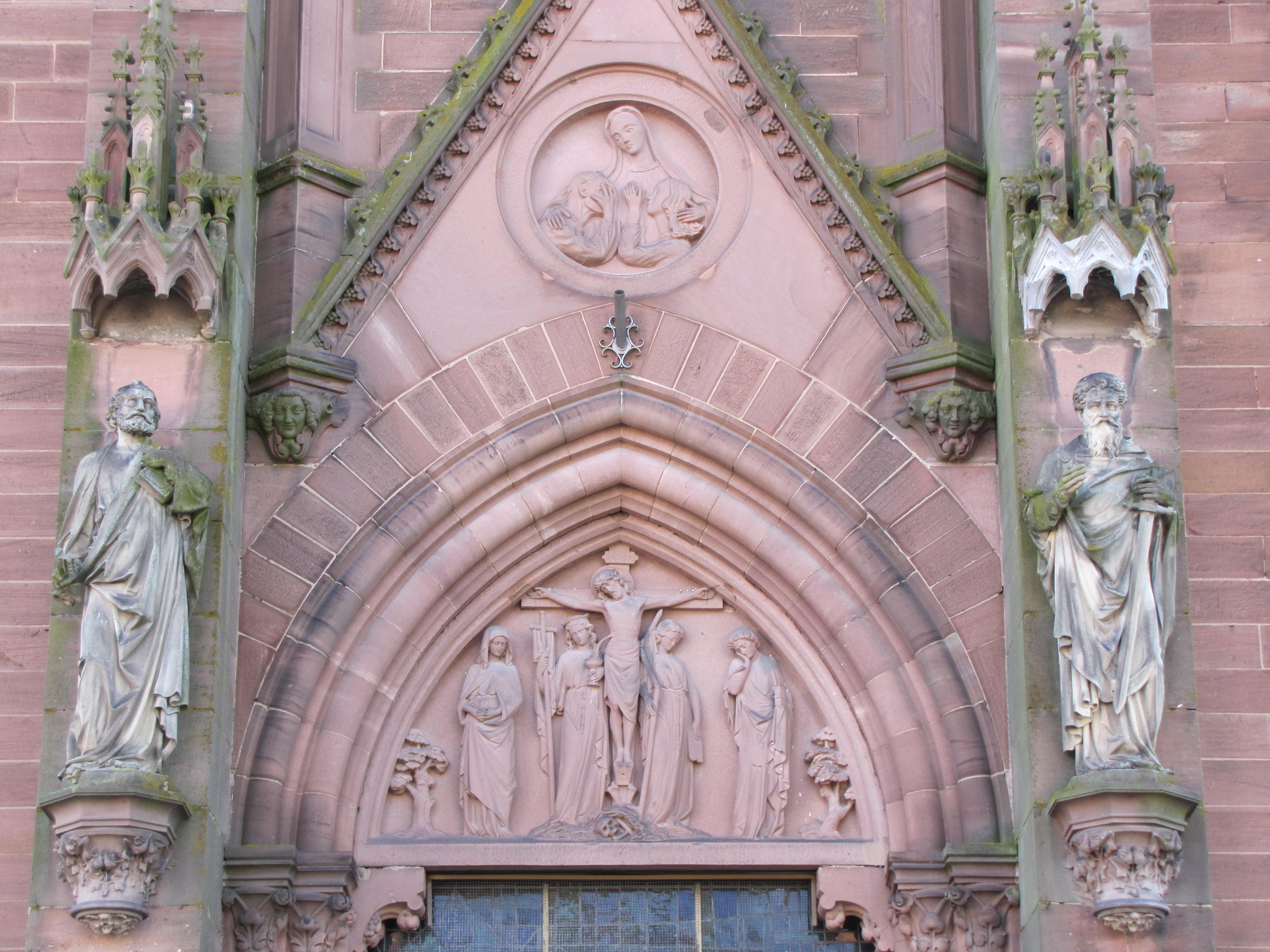
Entrée de la basilique avec les statues de saint Joseph et saint Paul.

Sur la façade occidentale en haut de l'entrée principale, une Vierge à l'Enfant, juste en dessous, on trouve Saint Pierre (apôtre) et Saint Paul de Tarse de Jean Weyh, sculpteur à Colmar. Le tympan central représente la crucifixion.
Sur le tympan de l'entrée latérale gauche, on peut admirer l'adoration des mages. Dans l'angle de cette entrée latérale, la statue d'Albert de Haguenau, fondateur du prieuré, a été réalisée en 1960 par Joseph Sauer, sculpteur d'Oberhergheim en 1960. Sur le tympan de l'entrée latérale droite, le jugement dernier a été sculpté.
- Les statues intérieures sont attribuées aux sculptures à Frédéric Hammer :

Dans le bas-côté nord, on trouve « La Dormition de la Vierge » (1519) : les apôtres entourent la dépouille de la Vierge. Dans le bas-côté sud, il y a « Le Saint-Sépulcre » (1519), c'est-à-dire le Christ gisant dans un linceul, trois soldats accroupis.

### Les vitraux
Lors des combats de novembre et décembre 1944, les vitraux de la basilique sont détruits. 37 nouveaux vitraux de Jacques Le Chevallier (1896–1987), peintre-verrier à Fontenay-aux-Roses sont réalisés entre 1952 et 1958. Ce peintre-verrier renommé a réalisé des vitraux pour de nombreuses cathédrales, comme Notre-Dame de Paris, Saint-Maurice d'Angers, Saint-Pierre de Beauvais, Saint-Jean de Besançon, Saint-Étienne de Toulouse, Notre-Dame de Laon, Saint-Gervais-et-Saint-Protais de Soissons. Il a réalisé également les vitraux de l'église Saint-Georges de Haguenau.
Les vitraux représentent l'histoire du sanctuaire (origines, 1216 à 1617, les miracles et XVIIIe siècle, la Révolution, XIXe et XXe siècle), les pèlerinages mariaux en Alsace et dans le monde, les moments importants de la vie de Marie : l'Annonciation, la Nativité, le portement de la Croix avec Marie représentée à côté de Jésus, la descente de la croix avec la Pietà, la Pentecôte (Marie est représentée au milieu des apôtres) et la glorification de Marie. Dans la nef, on trouve les prophètes de l'Ancien Testament, comme Abraham, Jacob, Moïse et des saints régionaux, comme Arbogast de Strasbourg, Odile de Hohenbourg, des saints Dominique Savio, des anges, comme Gabriel (archange) ou Michel (archange)...

### L'orgue
Un orgue existait au XVIIe siècle lorsque le sanctuaire était alors dirigé par les jésuites, mais dont il ne reste aucune trace. En 1819, le facteur d'orgues Louis Geib (1759–1827) de Schiltigheim construit un orgue qui sera démonté en 1864 au moment de l'agrandissement de la nef. Édouard Ignace Andlauer (1830–1909), élève de l'organiste Joseph Wackenthaler, organiste à l'église Saint-Georges de Haguenau de 1848 à 1908, compose une fantaisie pour orgue, Marienthalerlied : « Erhebt in vollen Chören », en l'honneur de la Vierge de la basilique Notre-Dame de Marienthal de Haguenau.
[vidéo] Pierre Pfister, « Grande fantaisie sur un cantique à Notre-Dame de Marienthal », sur YouTube.

#### Le grand orgue Stiehr et Mockers (1871–1961)
Un grand orgue est commandé au facteur d'orgues Stiehr et Mockers de Seltz en 1871 à qui l'on doit plus de 150 orgues en Alsace. L'orgue inauguré en 1872 compte 29 registres.
En 1896, un système de traction pneumatique fut ajouté au sommier de l'orgue et aux registres par le facteur d'orgues Edmond Alexandre Roethinger. Les tuyaux des façades furent démontés contre une indemnité pour servir à l'effort de guerre allemand en 1917. Un moteur électrique est installé en 1927, deux ans plus tard, de nouveaux tuyaux en zinc sont remis en place. En 1937, le facteur d'orgues Blanarch propose de mettre à nouveau un système pneumatique au deuxième clavier et à la pédale.

#### Le grand orgue Schwenkedel (1962–2015)
Un groupe de quatre personnes a été choisi pour faire des propositions pour construire le nouvel orgue : Michel Chapuis, professeur d'orgue au conservatoire de Strasbourg, l'abbé Raymond Gérédis, expert d'orgues, le chanoine Joseph Vogler et Antoine Bender, organiste de la basilique de Marienthal depuis 1959.
De nombreux éléments de l'ancien orgue Stiehr et Mockers ont été réutilisés, comme les sommiers, le récit, la pédale et la tuyauterie, pour concevoir le grand orgue Schwenkedel (Strasbourg) en 1962. L'orgue de 2 982 tuyaux compte 44 registres sur trois claviers manuels de 54 notes et un pédalier de 30 notes à traction mécanique avec une registration électrique. Le dessin du buffet est l'œuvre de Georges Lhote.
L'orgue a été inauguré par l'organiste concertiste Michel Chapuis, le lundi de Pâques, le 23 avril 1962. De nombreuses master classes ont été organisées par la suite par Michel Chapuis. C'est dans ce cadre que l'organiste Pierre Vidal (musicien) a joué sur l'orgue de Marienthal du Jean Sébastien Bach et du Dietrich Buxtehude.
[vidéo] « Pierre Vidal plays Bach and Buxtehude in Marienthal », sur YouTube.
Le père Jean-Joseph Rosenblatt (1923–2018), élève de Fernand Rich, professeur d'orgues au Conservatoire de Strasbourg et des organistes Jeanne Demessieux et Maurice Duruflé, a été organiste de 1950 à 1953 à Marienthal. Antoine Bender lui succède en 1959 jusqu'à nos jours, secondé par son fils Marc Bender. Antoine Bender a été formé au collège de Zillisheim par les abbés Gestermann et Criqui, puis l'abbé Jean-Joseph Rosenblatt alors à Colmar. Il suit également les cours de Michel Chapuis.

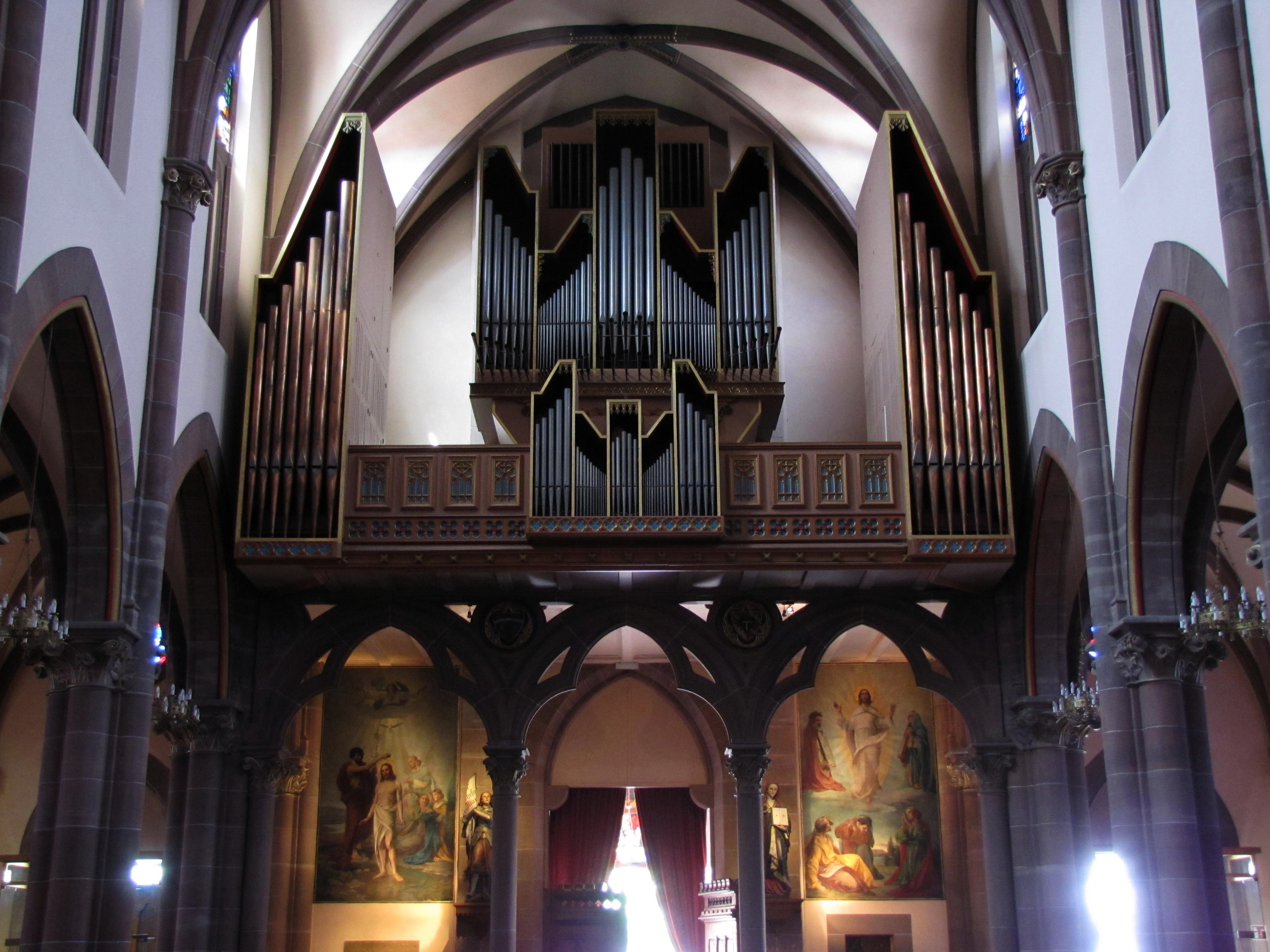
Orgue Schwenkedel 1962.
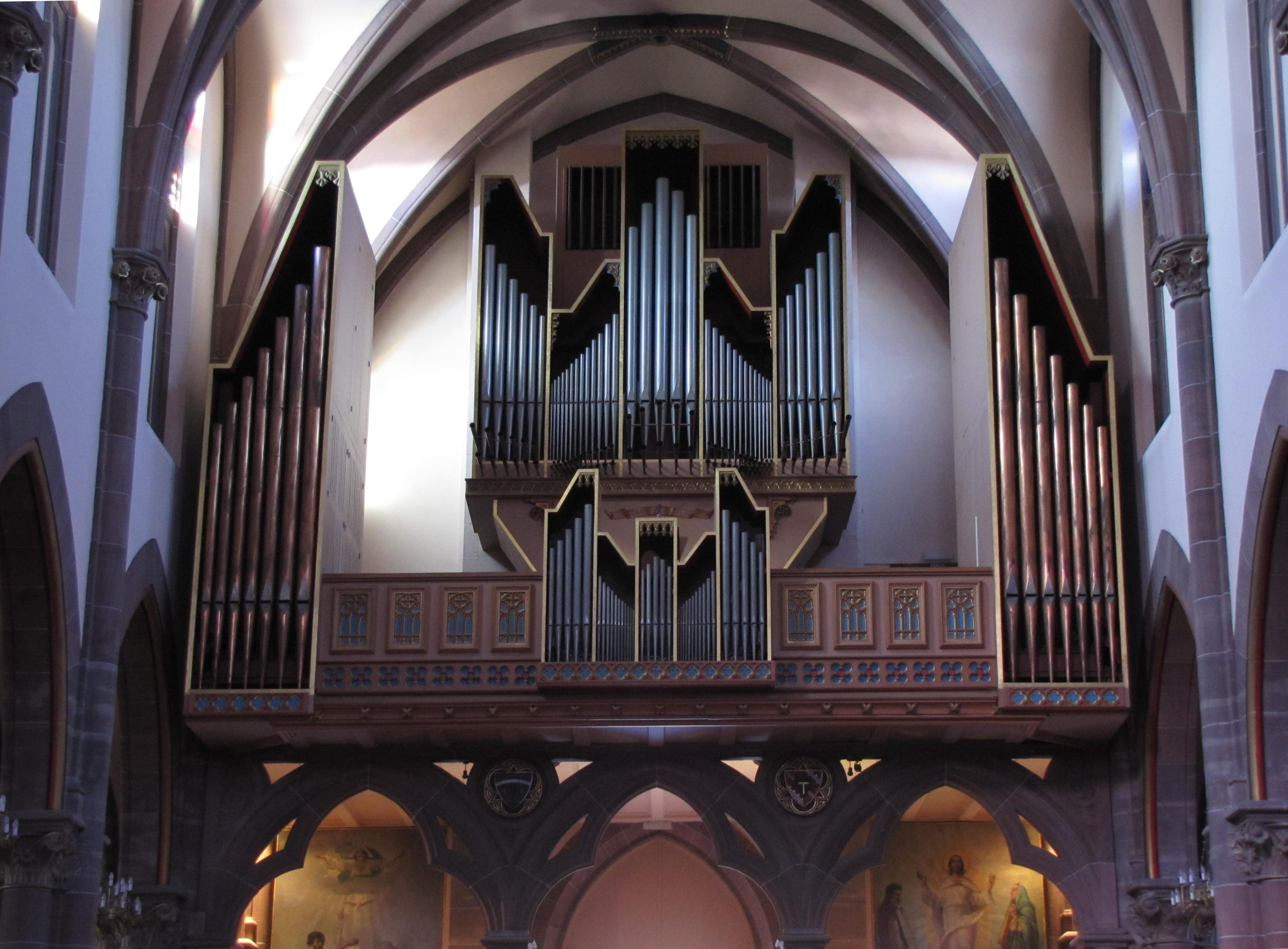
Orgue Schwenkedel 1962.
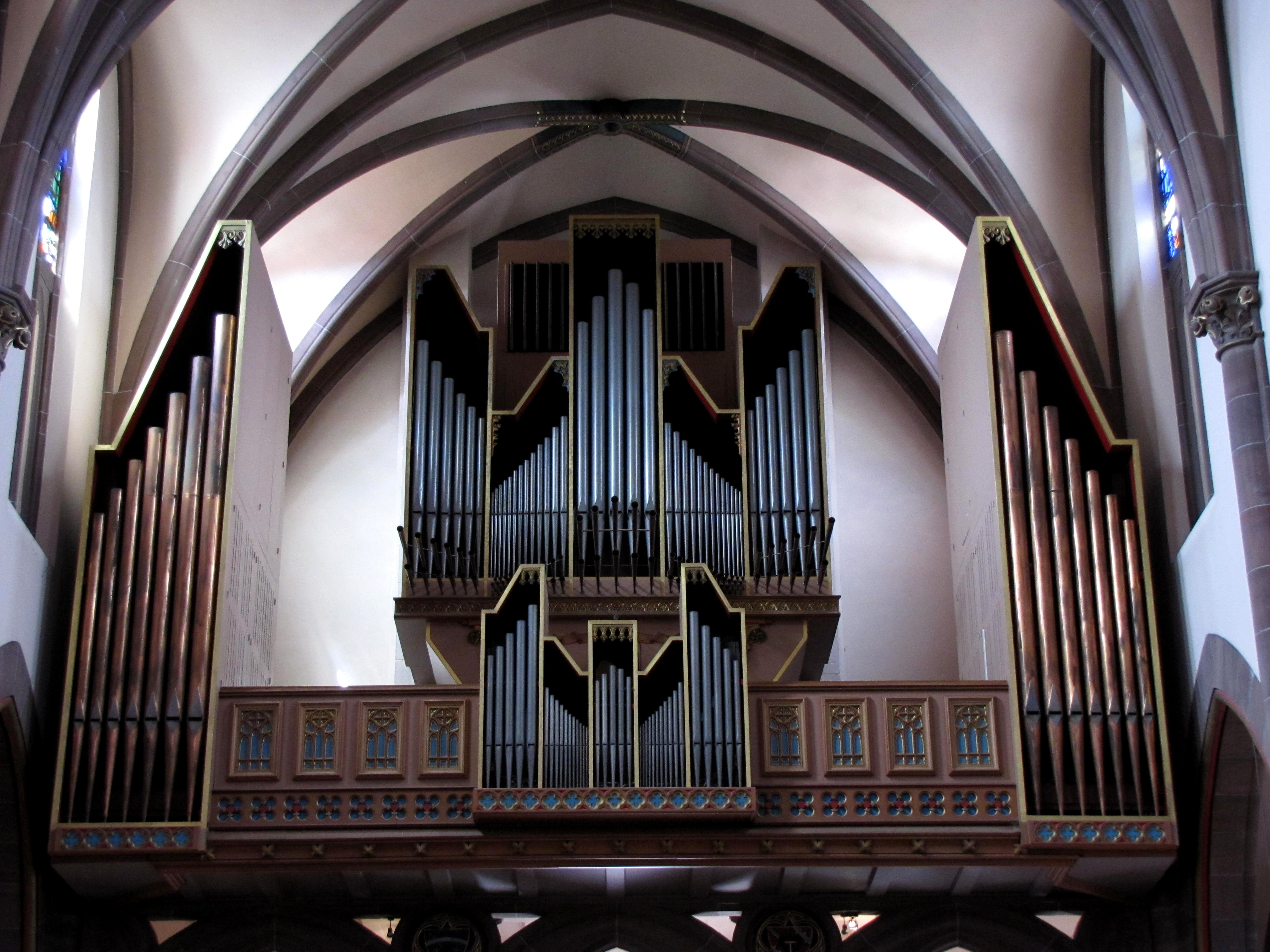
Orgue Schwenkedel 1962.

#### Le grand orgue Blumenroeder (2015–présent)
L'orgue a été restauré en 2015 et 2017 par la Manufacture d'orgues Blumenroeder de Haguenau. Un combinateur performant a été installé à cet instrument et les inégalités d'harmonie ont été corrigées. Le récit et la pédale ont été rénovés. L'orgue anime les messes du dimanche 8 h, 9 h 30, 11 h et 17 h 30.

### La chorale de la basilique

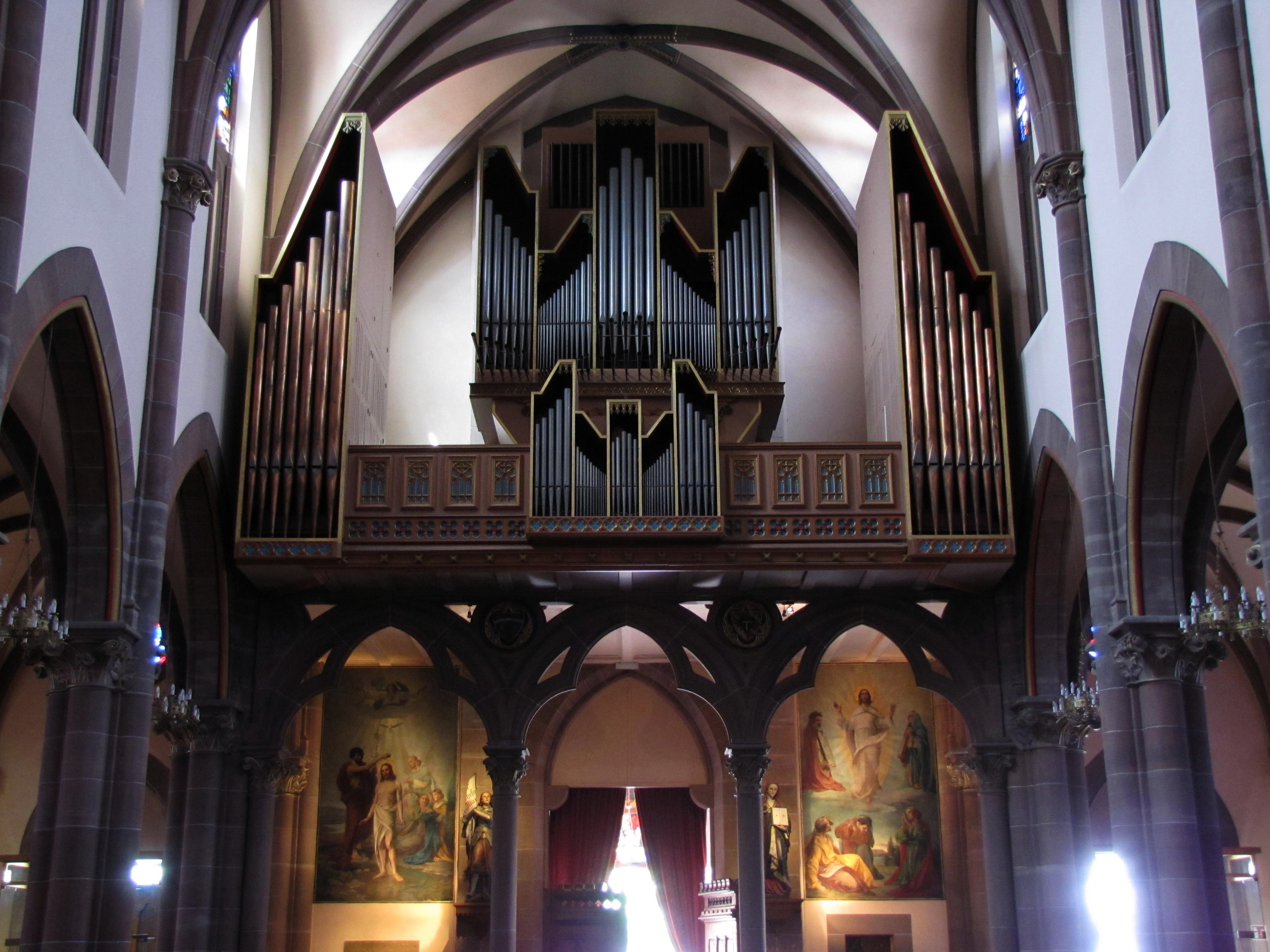
La tribune où chante la chorale de Marienthal.

L'orgue accompagne la chorale de l'Union Sainte-Cécile composée d'une quarantaine de choristes de Marienthal et des environs. Créée en 1878, la chorale a été dirigée par le père Jean-Joseph Rosenblatt de 1950 à 1953. La chorale est ensuite dirigée par l'organiste l'abbé Criqui de 1953 à 1959. Depuis 1959, la chorale est dirigée par Antoine Bender, décoré pour ses 60 ans au service de l'animation liturgique de l'ordre de Saint-Sylvestre. La chorale assure l'animation musicale liturgique les offices dominicaux de la grand'messe de 9 h 30, les messes pour les obsèques et les mariages, la messe Sainte-Cécile, patronne des musiciens lors du dimanche de la fête du Christ-Roi, le concert de la veillée de Noël avec la chorale de l'église Saint-Georges de Haguenau (deuxième dimanche de l'Avent), la veillée et la messe de Minuit, le concert de la veillée de la Passion avec la chorale de L'Aubépine de Haguenau (cinquième dimanche de Carême), la Semaine sainte et les grandes fêtes mariales, comme la procession aux bougies de la veille de l'Assomption et la fête de l'Assomption.

### La chapelle des confessions

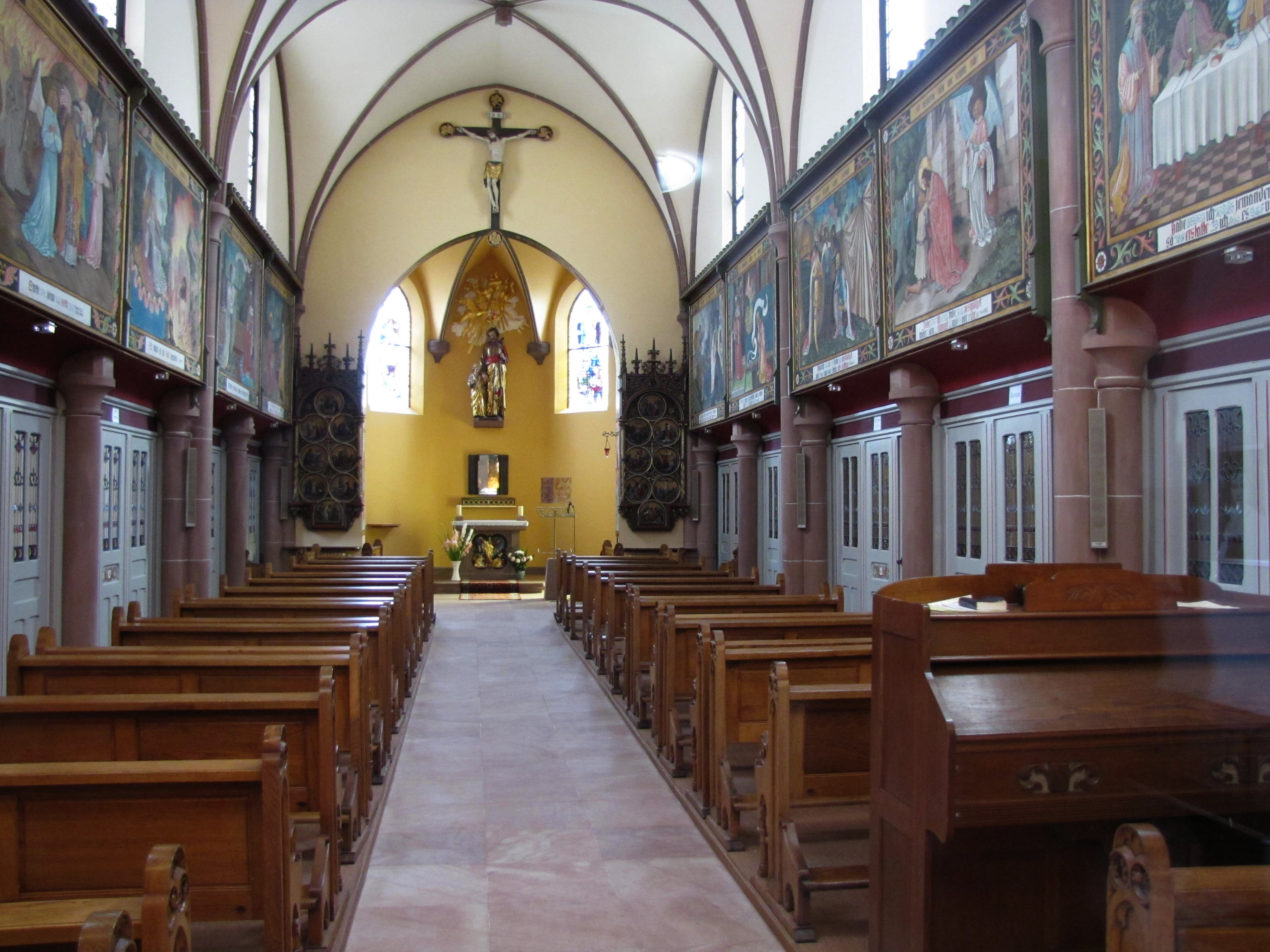
Chapelle Saint-Joseph (Marienthal).

Construite par l'architecte Roderdeau en 1842–1843, la chapelle est dédiée à saint Joseph et est destinée aux confessions. En 1870–1871, la chapelle des confessions est reconstruite par l'architecte Morin. Elle est décorée de 12 fresques sur le sacrement de pénitence du Néerlandais Martin de Roermond (1888). Les vitraux datant de 1980 sont du maître verrier Werlé de Haguenau.
La chapelle a été restaurée en 1980 et en 2009–2010.

### La chapelle de la Croix
Située entre la chapelle des confessions et le transept, la chapelle de la Croix bénie, servait de salle d'exposition temporaire. Elle a été entièrement refaite. Bénie le 19 mars 2021, elle présente des reliques du pape saint Jean-Paul II (depuis 2013) et de sainte Faustine Kowalska, qui a demandé une dévotion spécifique à la miséricorde de Jésus. Faustine est canonisée en 2000 par le pape Jean-Paul II qui instaure le dimanche de la divine Miséricorde.
On peut y voir également des calices de Marienthal, dont un de la période révolutionnaire, des chasubles et des objets liturgiques portés par les archevêques de Strasbourg ou les papes lors de leur venue en Alsace, par exemple une croix de procession de Mgr Léon-Arthur Elchinger ou encre la calotte des papes, comme celle du pape François. Des ex-voto remarquables, anciens ou récents, en remerciement à la Vierge de Marienthal, sont exposés pour la première fois.

### Les cloches
En 1866, 6 cloches, soit 3 110 kilos, furent installées par la fonderie Perrin de Robécourt (1847–1939). Cinq cloches sur les six furent fondées pour l'effort de guerre allemand en 1917. Elles donnaient comme accord le do dièse, ré dièse, mi dièse, sol dièse et do dièse.
Le clocheton de la croisée du transept abrite une cloche fondue par la fonderie Edel en 1868. Elle porte comme inscription les mots de l'angélus : « Archangelus Gabriel dixit ad Mariam : ave gratia plena » (L'ange du Seigneur dit à Marie : Je te salue Marie, comblée de grâce).
En 1925, cinq nouvelles cloches fondues par la fonderie Causard de Colmar sont installées. L'accord est le suivant : do dièse, ré dièse, fa dièse, sol dièse et la dièse.
[vidéo] campanophile67, « 630.Liebfrauenbasilika Marienthal (3/6) / Basilique Notre-Dame Marienthal (3/6) », sur YouTube.

## La dévotion à Marie

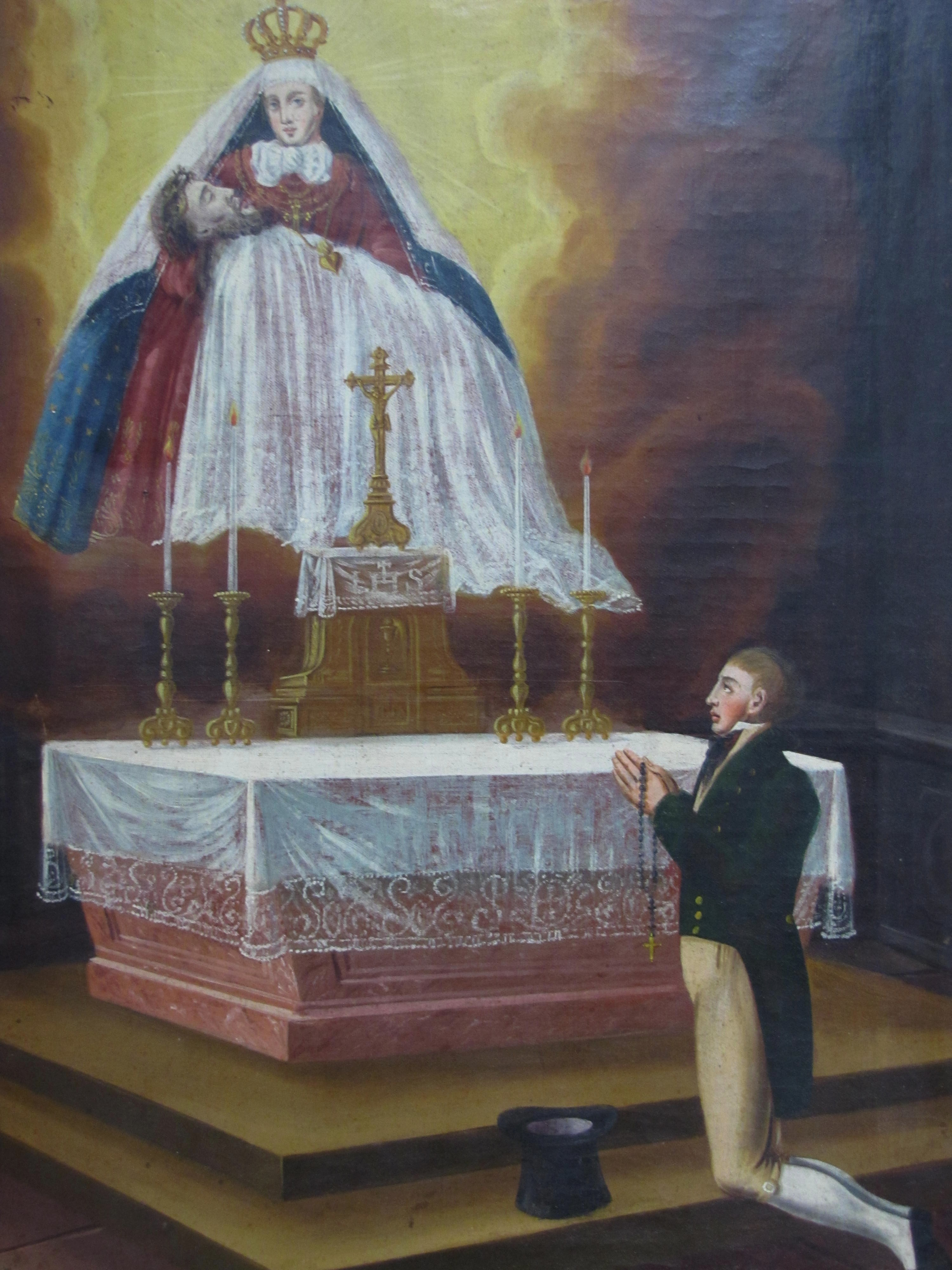
Ex-voto de 1825.

### Les ex-voto

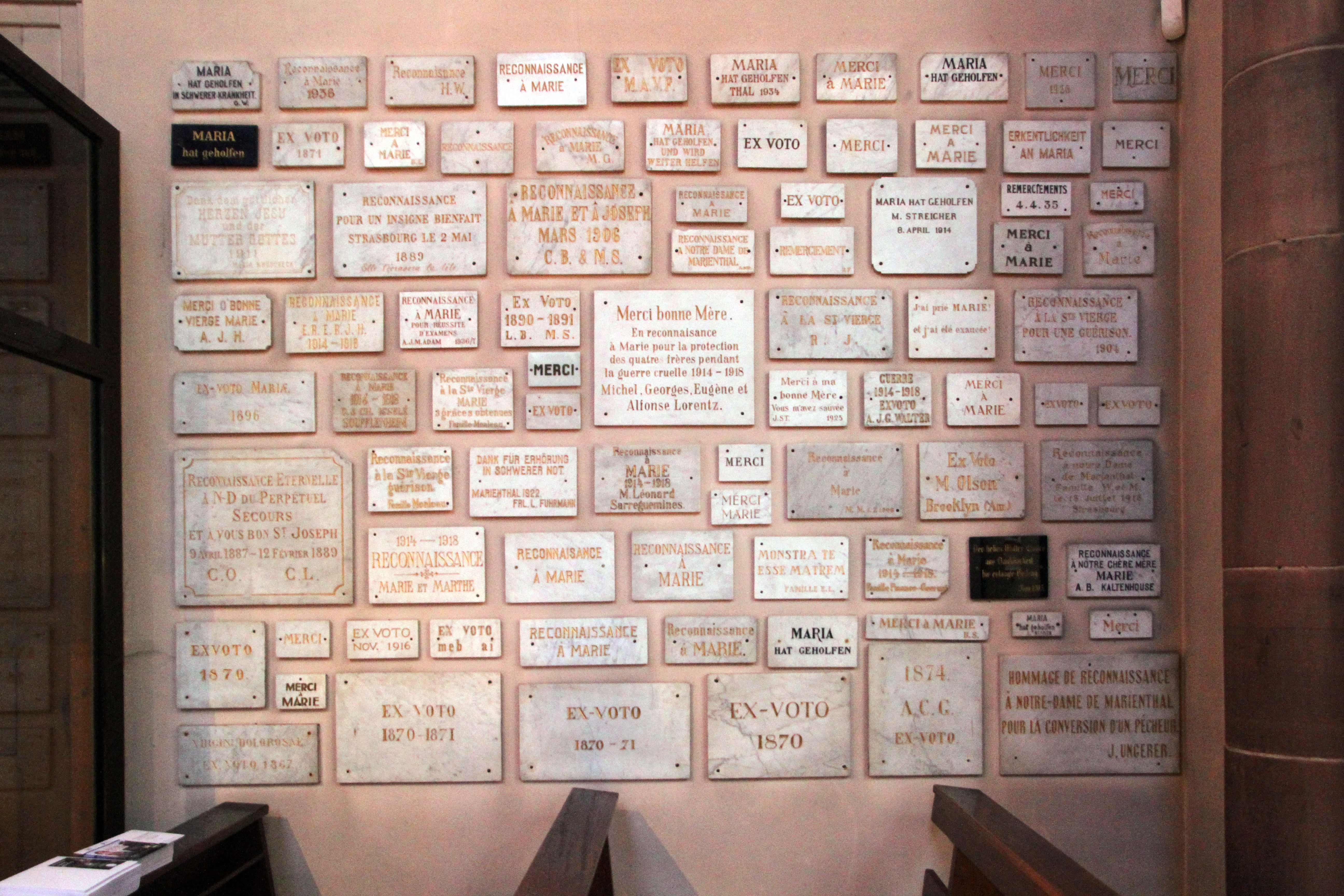
Ex-voto.

Les ex-voto étaient constitués, au XVIe siècle, de petits objets en cire (béquilles, cœurs, pieds, bras, gorge) ou de portraits laissés par les pèlerins guéris. Ils ont été vendus ou pillés au moment des guerres. Actuellement les ex-voto sont constitués de tableaux sous verre (une vingtaine) que l'on trouve dans les chapelles latérales ou de plaques en marbre (une centaine) que l'on trouve dans les bas-côtés. Ils remercient d'une grâce obtenue, d'une guérison, de la protection pendant les conflits par des soldats alsaciens ou lorrains lors du siège de Rome (1849), la guerre de Crimée (1856), les expéditions en Chine (1857–1860), au Cambodge (1862), la guerre d'Italie (1859) et l'expédition du Mexique (1861–1867), la Guerre franco-allemande de 1870, la Première Guerre mondiale, de la Seconde Guerre mondiale pour les malgré-nous ou du retour de captivité du camp soviétique de Tambov.

### Fêtes mariales et indulgences

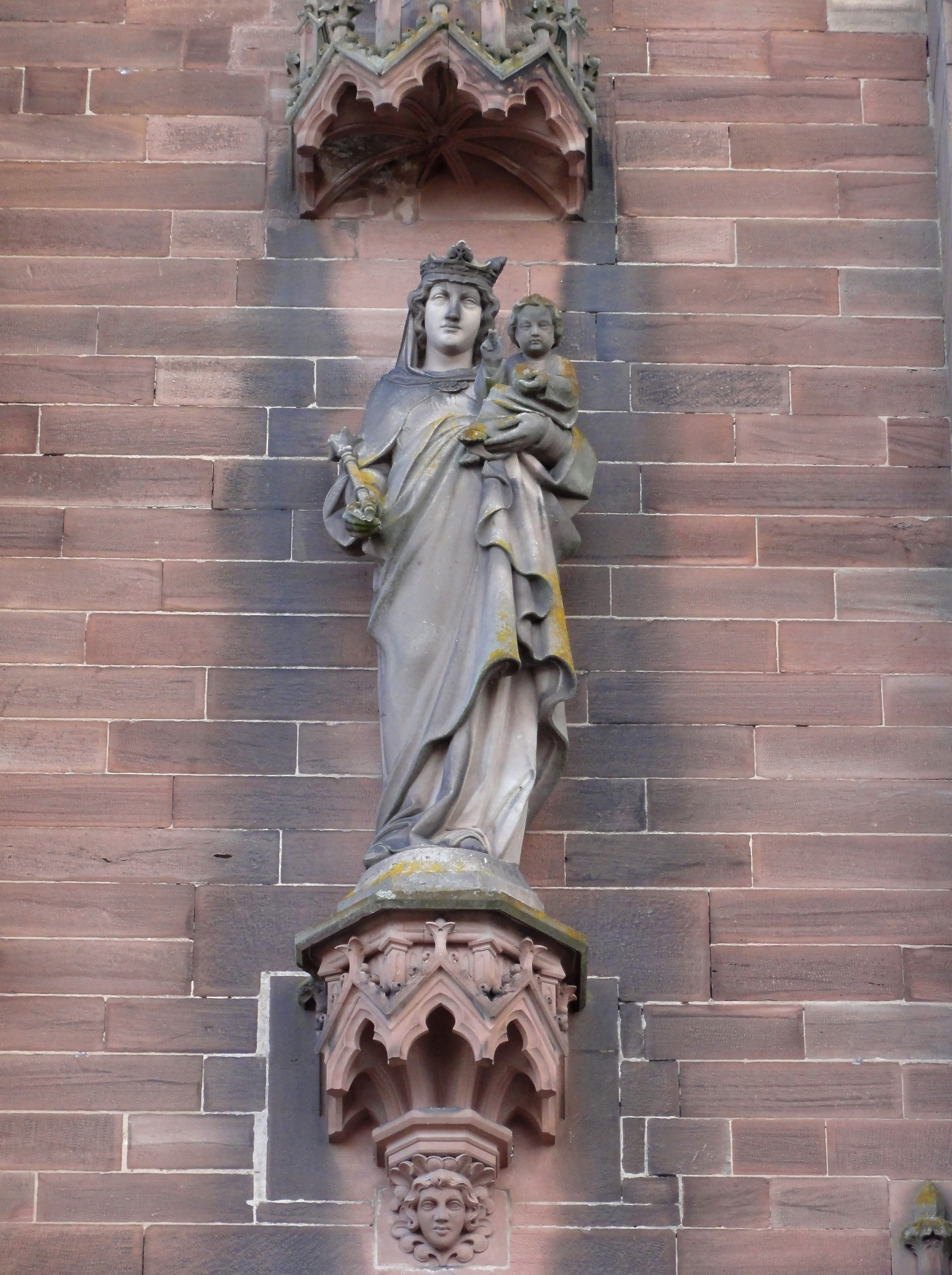
Statue de Marie à l'extérieur du sanctuaire.

Les fêtes mariales sont particulièrement célébrées : L'Annonciation (25 mars), l'Assomption (15 août), la Nativité de Marie (8 septembre), Notre-Dame des Douleurs (17 septembre), Notre Dame du Rosaire (7 octobre), l'Immaculée Conception (8 décembre) et le mois de mai, mois de Marie.
On y accorde l'indulgence pour les fêtes de la Nativité, de l'Immaculée Conception, de la Pentecôte, de la Visitation de la Vierge Marie. Il s'agit d'une tradition qui remonte au pape Boniface IX en 1402 qui accorde des indulgences pour les pèlerins :
- le pape Innocent X en décembre 1653 ;
- Alexandre VII pour la pentecôte de l'année 1660 ;
- Clément XI pour la pentecôte de l'année 1703 ;
- Innocent XIII pour la pentecôte de l'année 1723 ;
- Benoît XIV pour l'Assomption de Marie et la Nativité de l'année 1746 ;
- Clément XIII en 1761 accordent des indulgences plénières aux pèlerins du sanctuaire marial ;
- le pape Pie VII accorde en 1804 une indulgence plénière à 4 fêtes mariales - Purification ou Fête de la Présentation de Jésus au Temple, Notre-Dame des Douleurs, la Visitation, la Nativité de la Sainte Vierge - et pour l'Ascension, le lundi de Pentecôte, le dernier dimanche de juillet et la fête de Saint Louis ;
- en 1829, Pie VII l'accorde une fois par an ;
- Grégoire XVI l'accorde, en 1834, aux grandes fêtes mariales, à la Pentecôte, à Notre-Dame du Rosaire, Notre-Dame de la Merci qui était priée dans la tradition de l'ordre de Notre-Dame-de-la-Merci et Notre-Dame du Mont-Carmel ;
- Pie IX en 1853 et 1859 aux fêtes mariales et à la Pentecôte ;
- en 1893, le pape Léon XIII pour le 31 mai, jour de l'érection de la basilique mineure une indulgence plénière, le 19 septembre couronnement de la Pietà et une autre pour le 30 juillet 1903, centenaire du retour des statues ;
- 1907 Pie X pour le 2 août, la Portioncule[39].

On y pratique le chapelet (14 h), l'adoration du Saint Sacrement, des nuits d'adoration et de méditation, des conférences spirituelles en été et pendant le temps de l'Avent, des processions mariales dans les rues, le parc et le jardin de la basilique. Une antienne à Marie est chantée à la fin de chaque messe, selon le temps liturgique, en temps ordinaire le Salve Regina, au moment de l'Avent et de Noël, l'Alma Redemptoris Mater, en période de Carême l'Ave Regina Cælorum et au moment de Pâques, le Regina Cœli.
Les anniversaires du sanctuaire sont régulièrement fêtés, comme les 150e anniversaire (septembre 2009) et 160e anniversaire (septembre 2019) du couronnement de la Piéta.

## Sculptures religieuses autour de la basilique

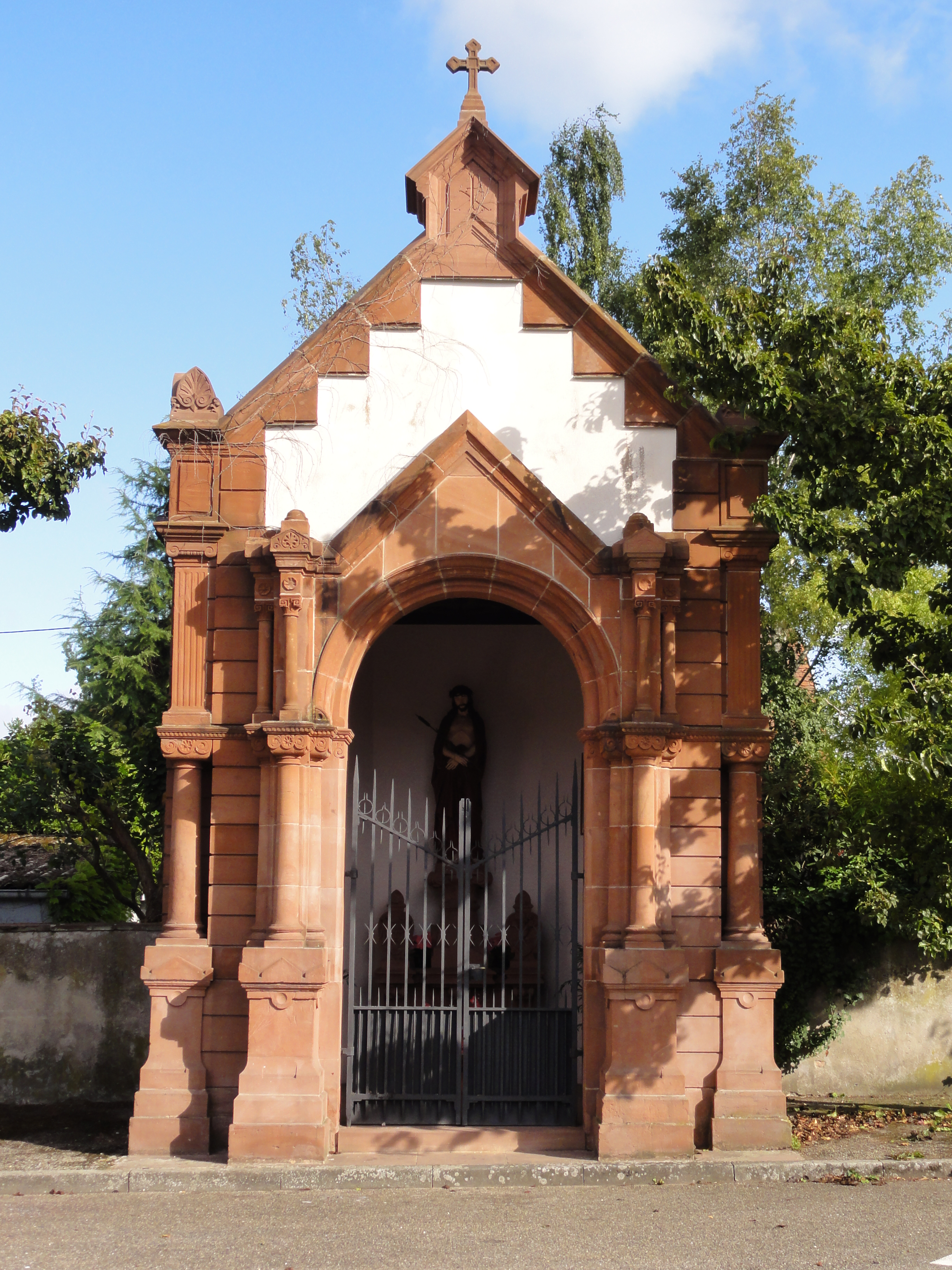
Ancienne chapelle du cimetière devenue le parking de la basilique.

Le parking était autrefois l'ancien cimetière de la basilique. Il n'était plus utilisé en 1930 et a été transféré à côté du carmel en 1956–1957. Il ne reste plus qu'une chapelle datant de 1897 rappelant la présence du cimetière. Le calvaire du parc date de 1806 et est installé dans le parc en 1934. Le calvaire déplacé en face du 3, route de Haguenau à la suite de la construction d'un lotissement montre sainte Marie Madeleine entourée de La Vierge et de saint Jean au pied du Christ en croix. Dans un état de dégradation avancée, la Vierge n'a plus qu'une partie de son visage et saint Jean n'a plus de tête, la restauration est envisagée.

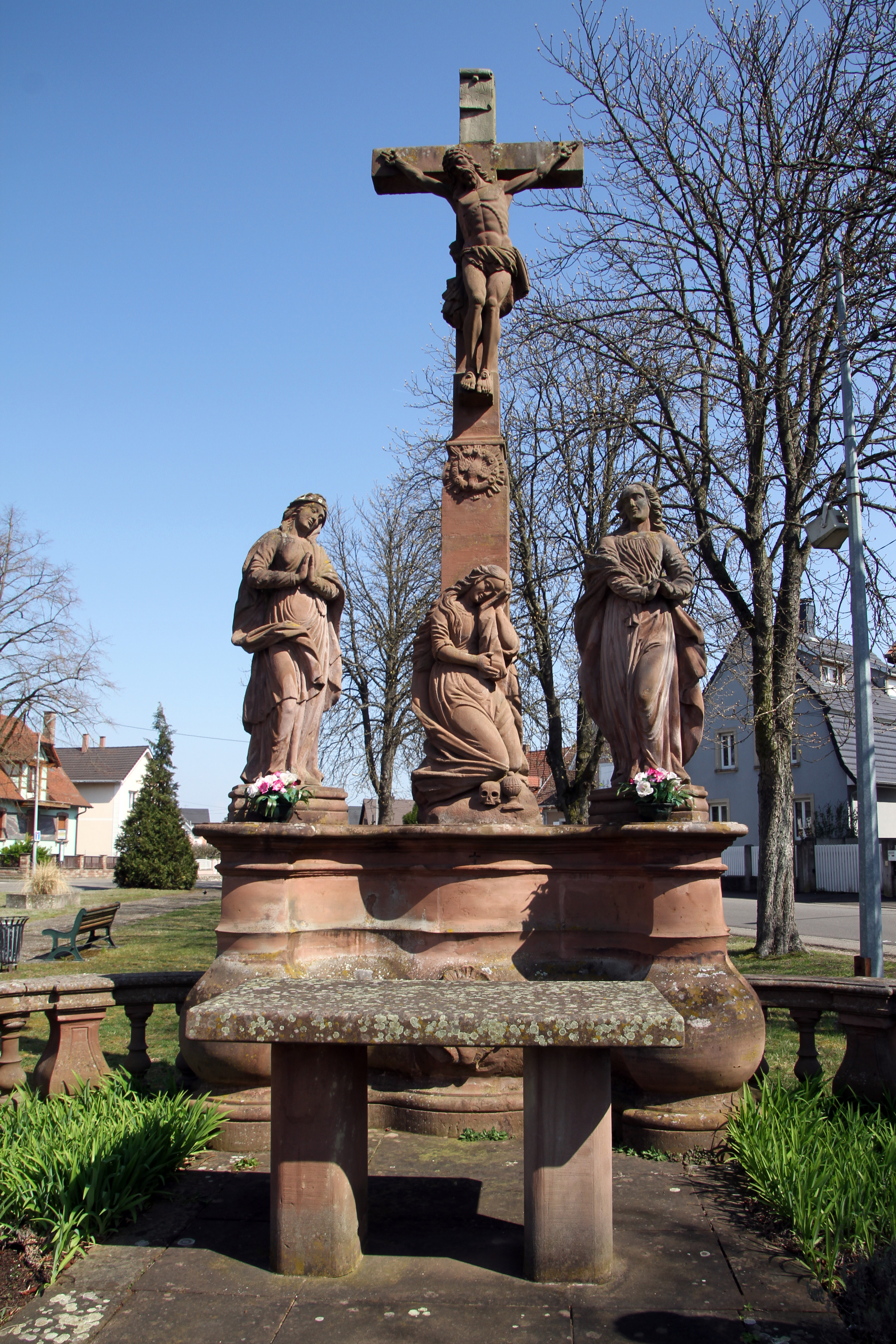
Chemin de croix.
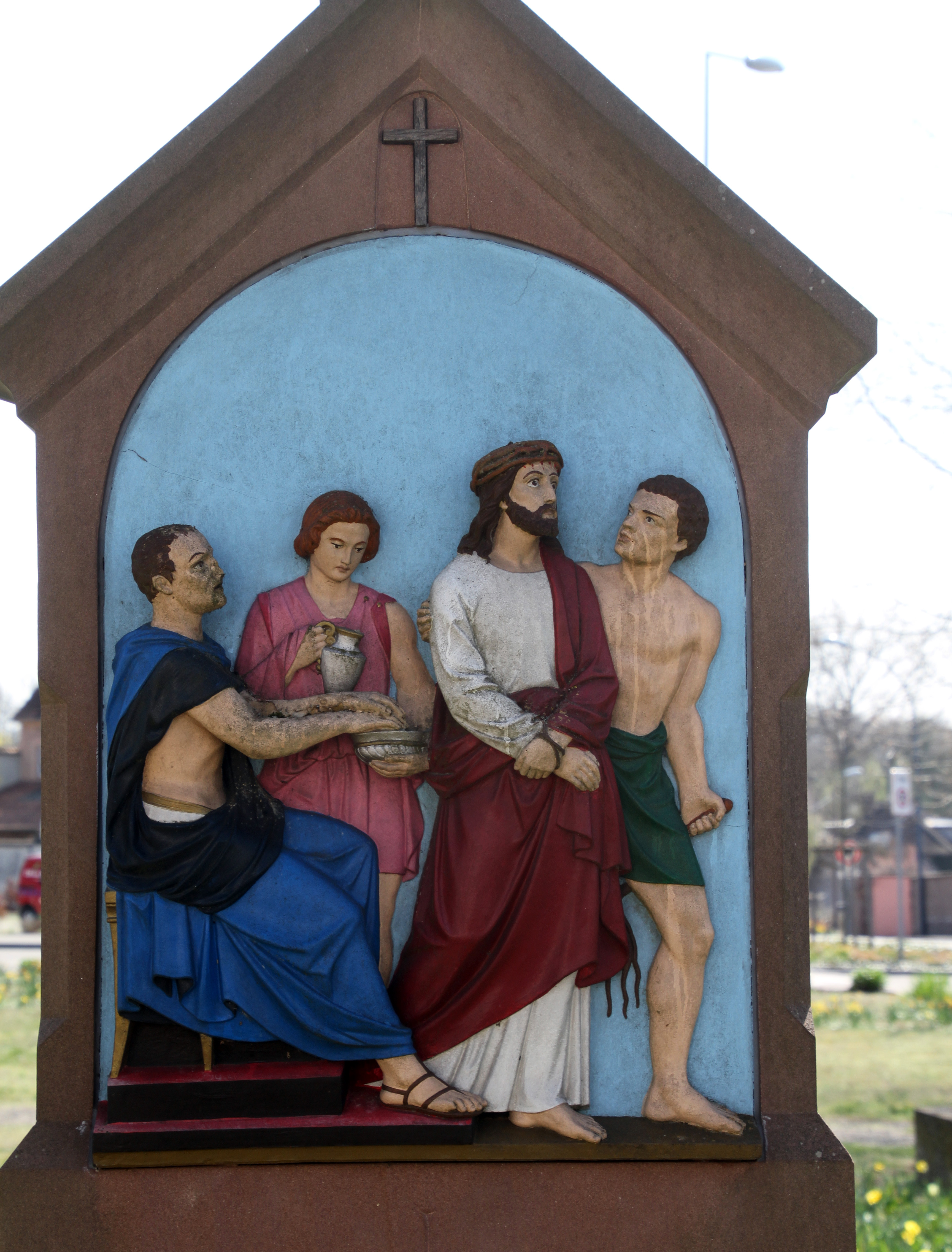
Chemin de croix.
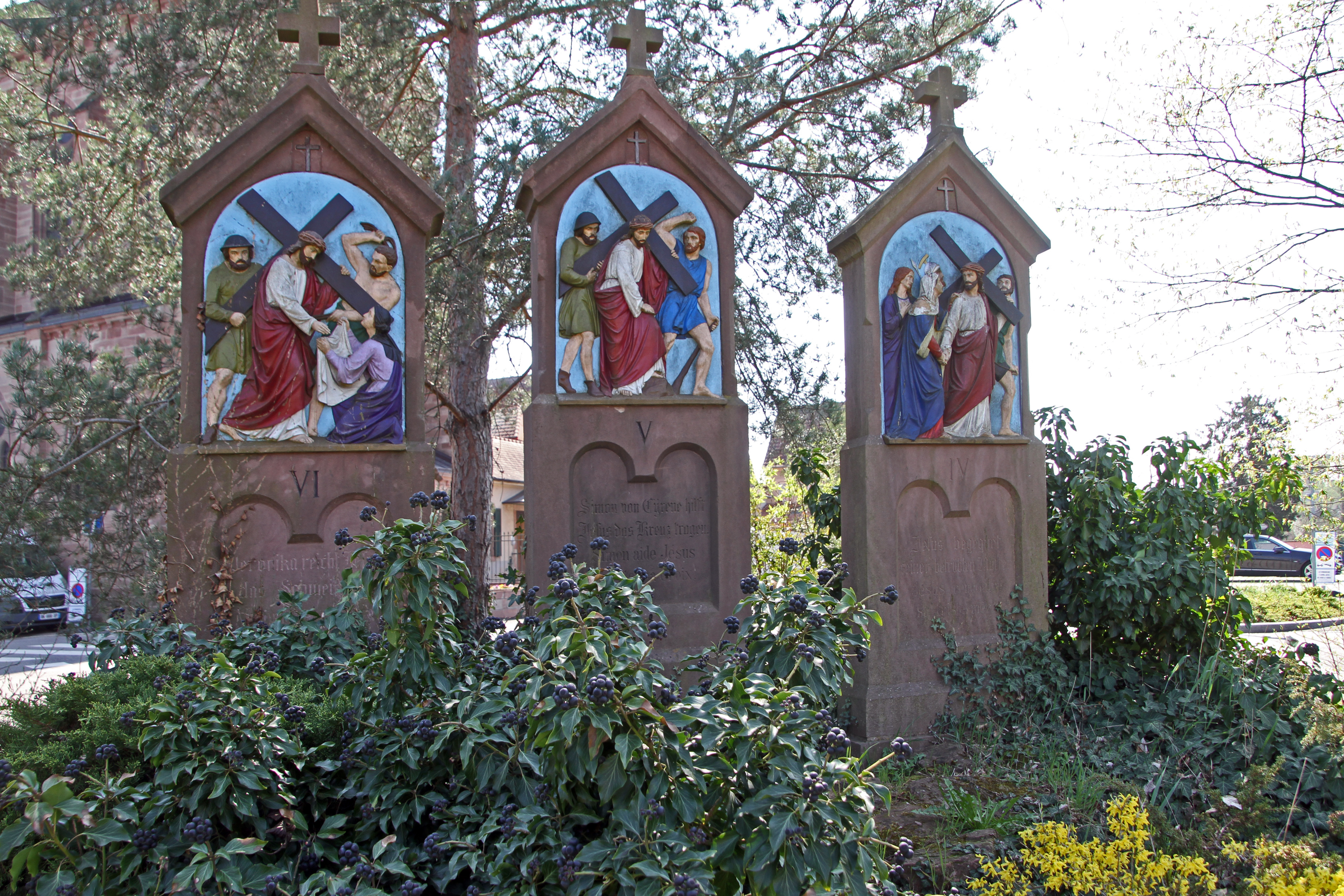
Chemin de croix de Marienthal.
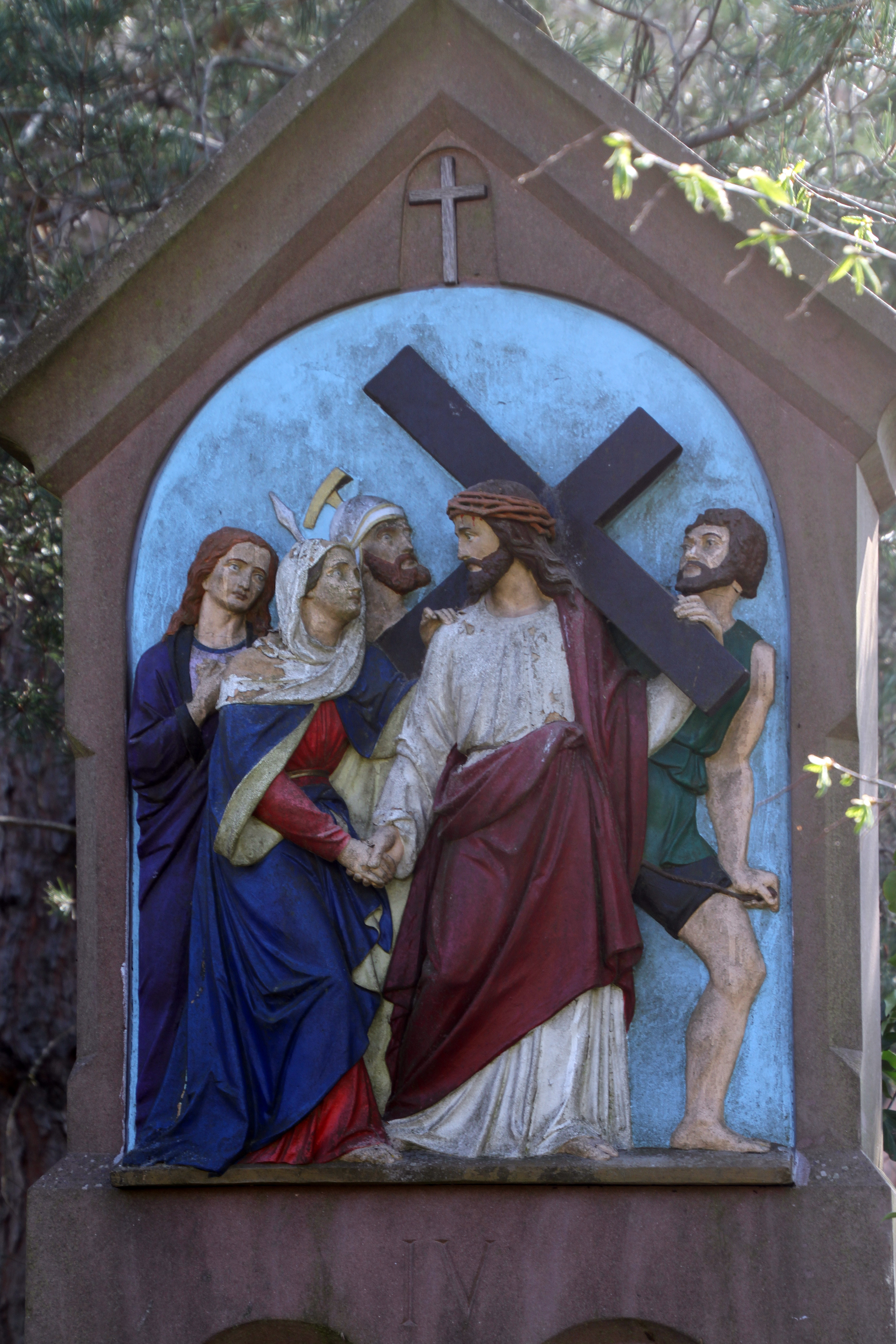
Chemin de croix de Marienthal.

La fontaine Saint-Michel (archange), initialement située devant la chapelle Saint-Joseph sur le parvis de la basilique (à côté de la route), a été inaugurée le 23 août 1908. Elle est déplacée devant la Poste en 1958 à l'angle de deux rues sur la demande de la municipalité.

## Les aménagements récents de la basilique de Marienthal

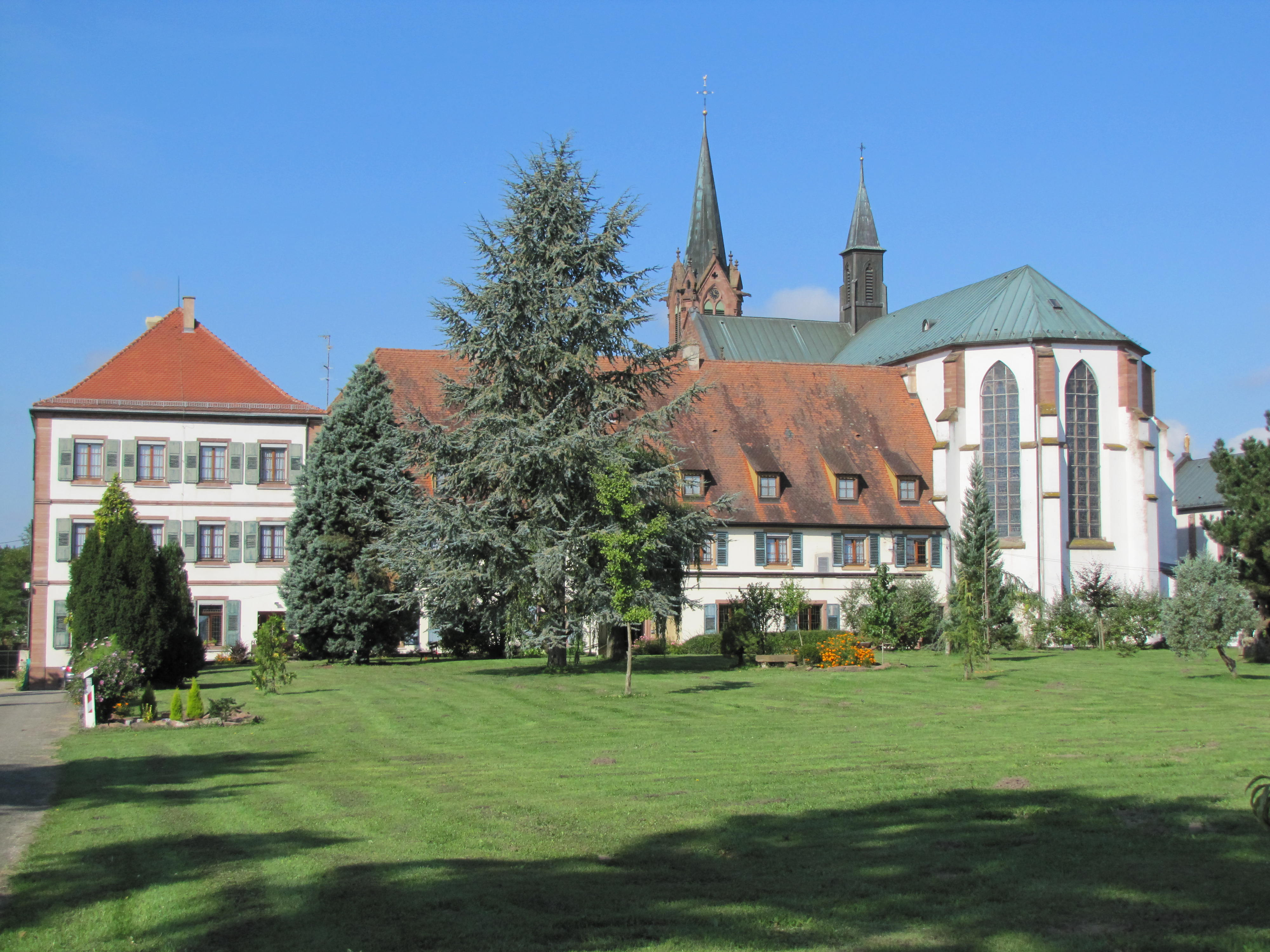
Les jardins derrière la basilique de Marienthal.

La restauration de 1958 a fait disparaître les peintures murales et les lustres, la basilique est désormais plus lumineuse, plus simple et plus harmonieuse. Des parties du sanctuaire sont régulièrement restaurées. Dans les années 2010, de nombreux aménagements ont eu lieu autour et à l'intérieur de la basilique Marienthal. Le parvis et les jardins derrière la basilique ont été réaménagés. La chapelle Saint-Joseph a enlevé une partie des confessionnaux pour y mettre des chapelles dédiées à des saints. En 2020, la boutique du pèlerin a été agrandie qui vend des ouvrages religieux et de l'artisanat monastique. Les plafonds des deux chapelles latérales au-dessus des deux statues de la Vierge ont été restaurés en août 2019. À cette occasion, des peintures d'un ciel bleu étoilé avec des étoiles de couleur jaune doré ont été découvertes et restaurées.
En 2021, le plafond du chœur de la basilique a été restauré comme il était en 1865, c'est-à-dire en bleu avec des étoiles dorées de taille différente. La couleur bleue « soutenue » a été adaptée à la couleur des vitraux de 1951 auparavant le bleu était plus clair.
La basilique a pour projet de rénover le transept et à long terme la nef.
[vidéo] Alsace20, « Restauration de la basilique Notre Dame de Marienthal, lieu de pèlerinage en Alsace », sur YouTube.

## Le prieuré

### La vie du prieuré
Le prieuré de Marienthal est composé à la fois d'une maison des prêtres accueillant les prêtres âgés du diocèse et héberge les pèlerins en retraite spirituelle, ainsi que les pèlerins alsaciens ou allemands faisant le chemin de Saint-Jacques. Des conférences historiques et spirituelles, des expositions ou des ventes de décorations de Noël ou de Pâques ont lieu régulièrement au foyer Saint-Joseph.
De 1870 jusqu'en 1958, des échoppes en bois de souvenirs religieux étaient installés à l'emplacement actuel du parking le long de la route. En 1975, le sanctuaire est doté d'un magasin d'objets et d'ouvrages religieux. De 1851 à 1969, pendant plus d'un siècle, le prieuré était tenu par les sœurs du Très Saint Sauveur de Niederbronn-les-Bains, communauté fondée par Alphonse-Marie Eppinger, la bienheureuse Mère Alphonse-Marie.
Les sœurs du Très Saint Sauveur ont été remplacées, en 1970, par la communauté de bénédictines du Sacré-Cœur de Montmartre qui s'occupent désormais de l'accueil au sanctuaire et de l'animation de la messe de 11 h. Après 53 ans de présence au profit des pèlerins et, des paroissiens, les six bénédictines quittent, en janvier 2024, la basilique. Elles sont, pour l'instant remplacées par des salariés pour l'hôtellerie ou des bénévoles.

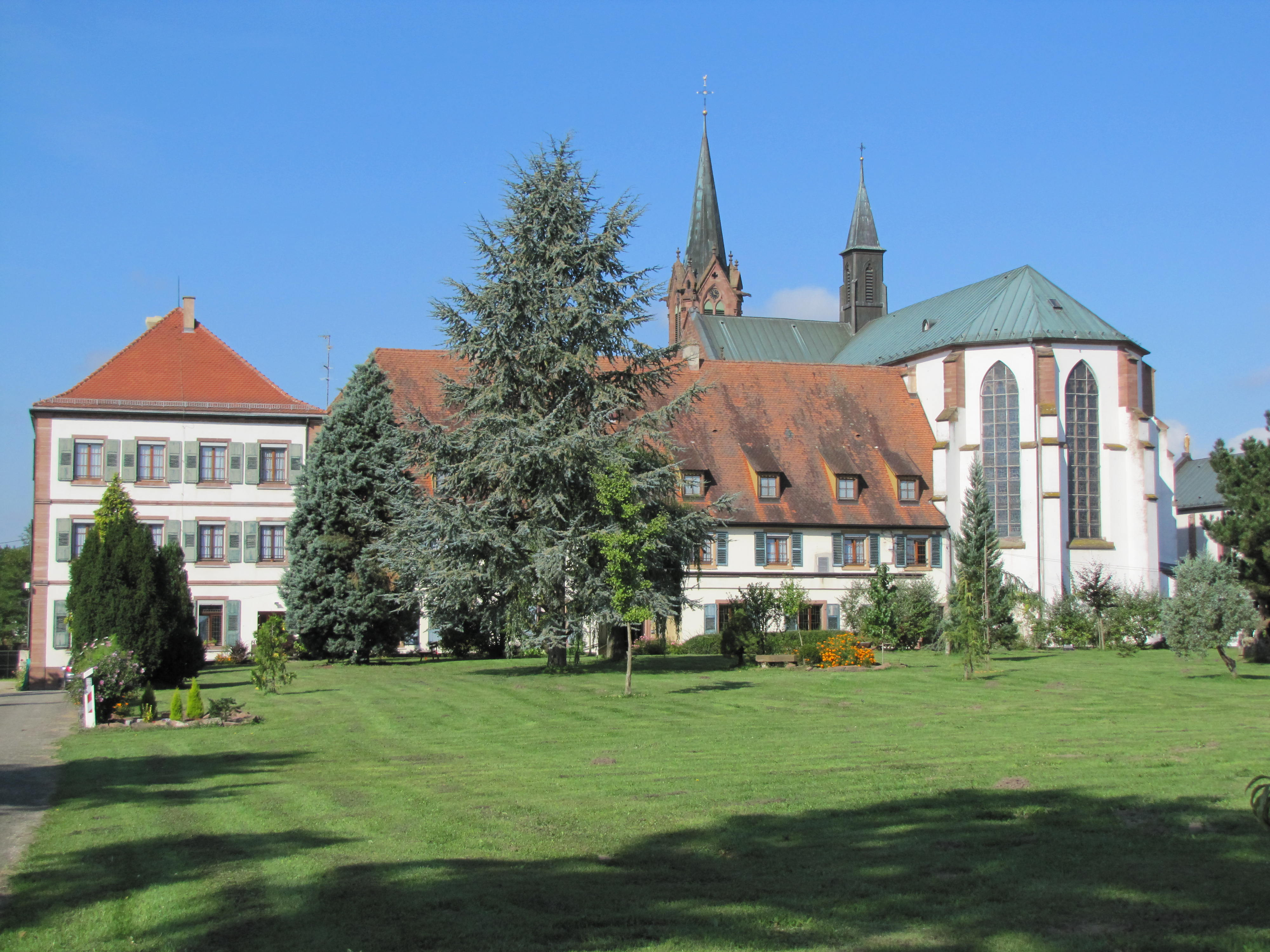
Les jardins de la basilique.
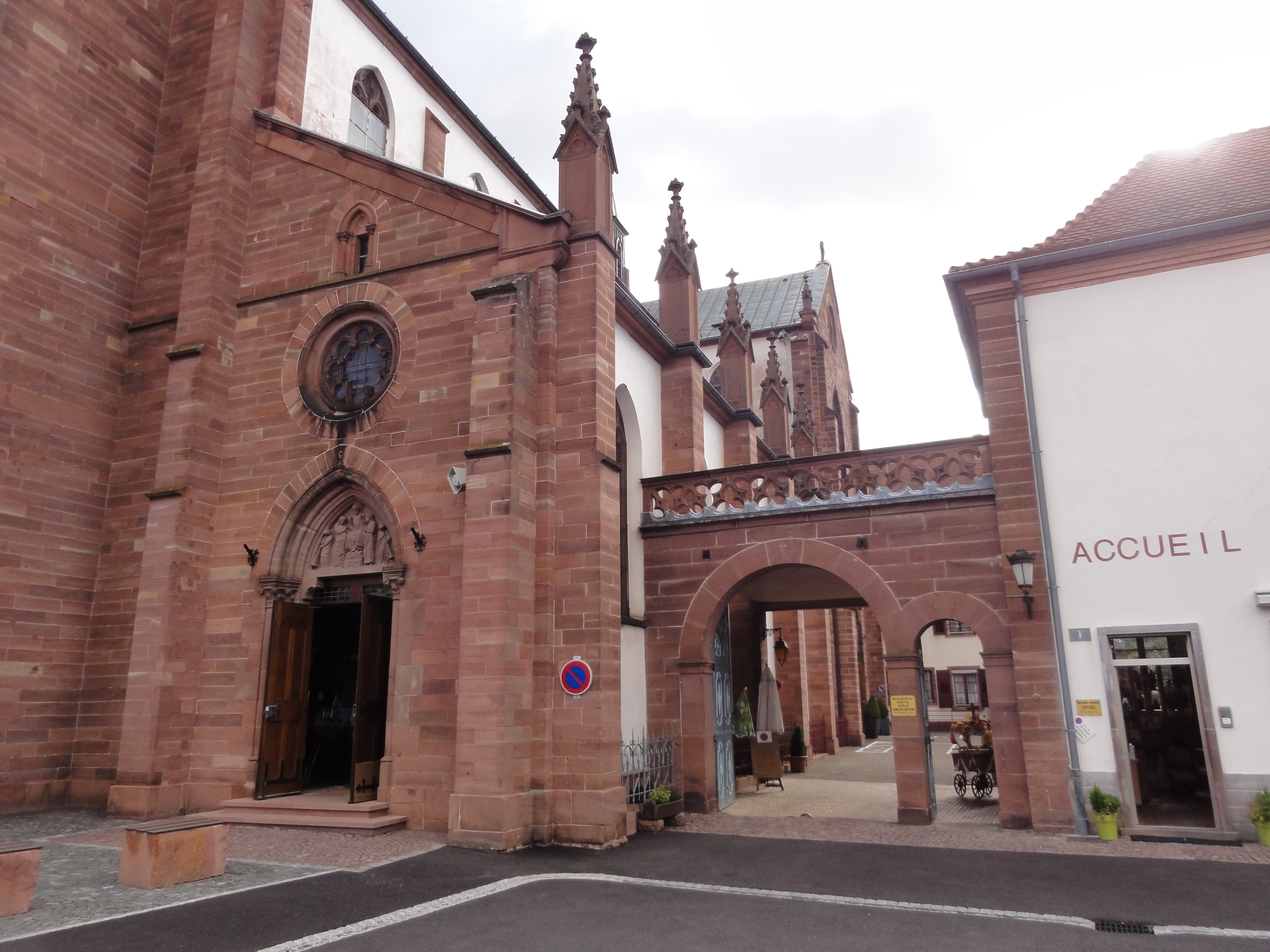
Entrée pour l'accès au prieuré et magasin religieux.
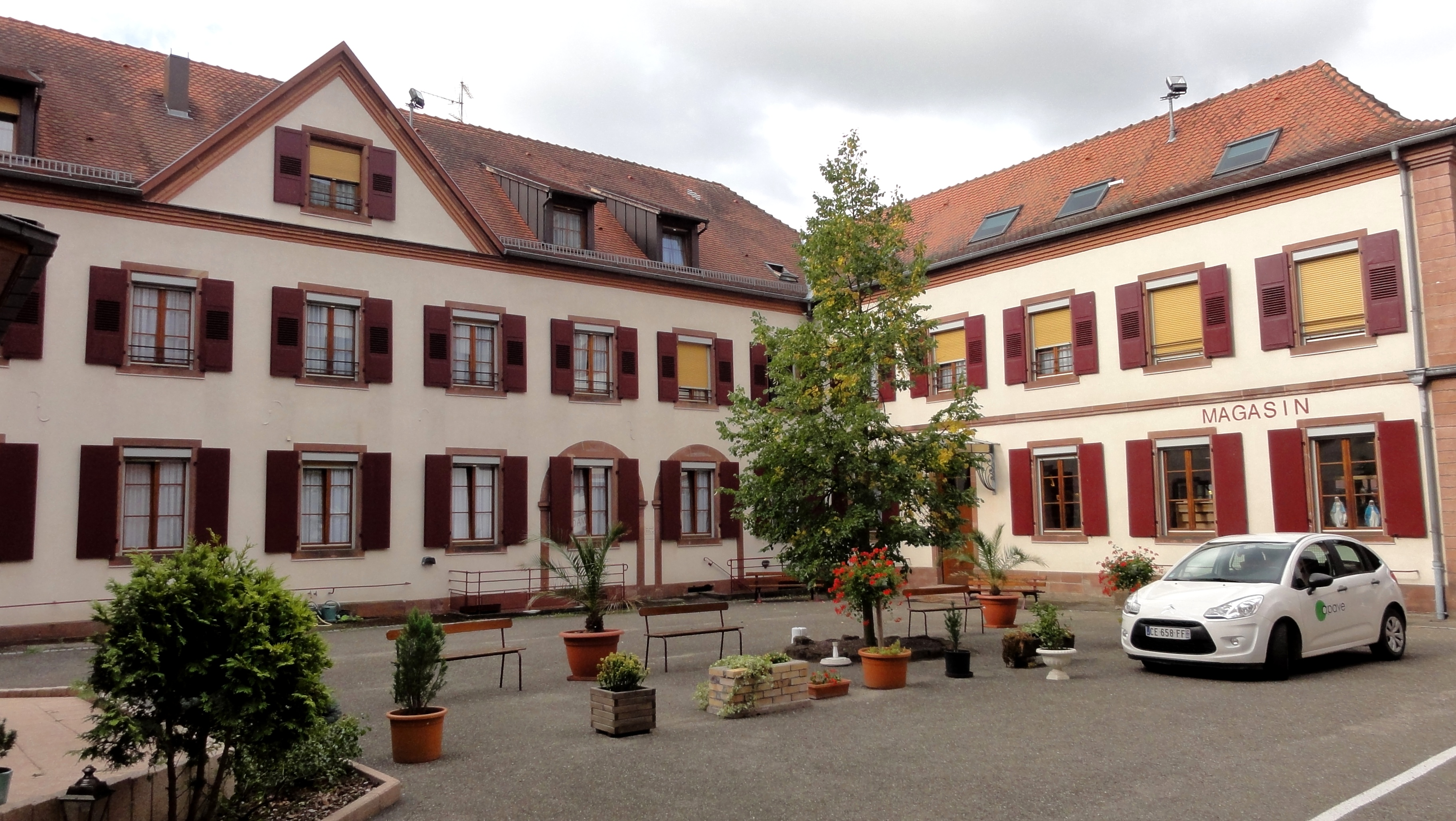
Cour devant le prieuré.
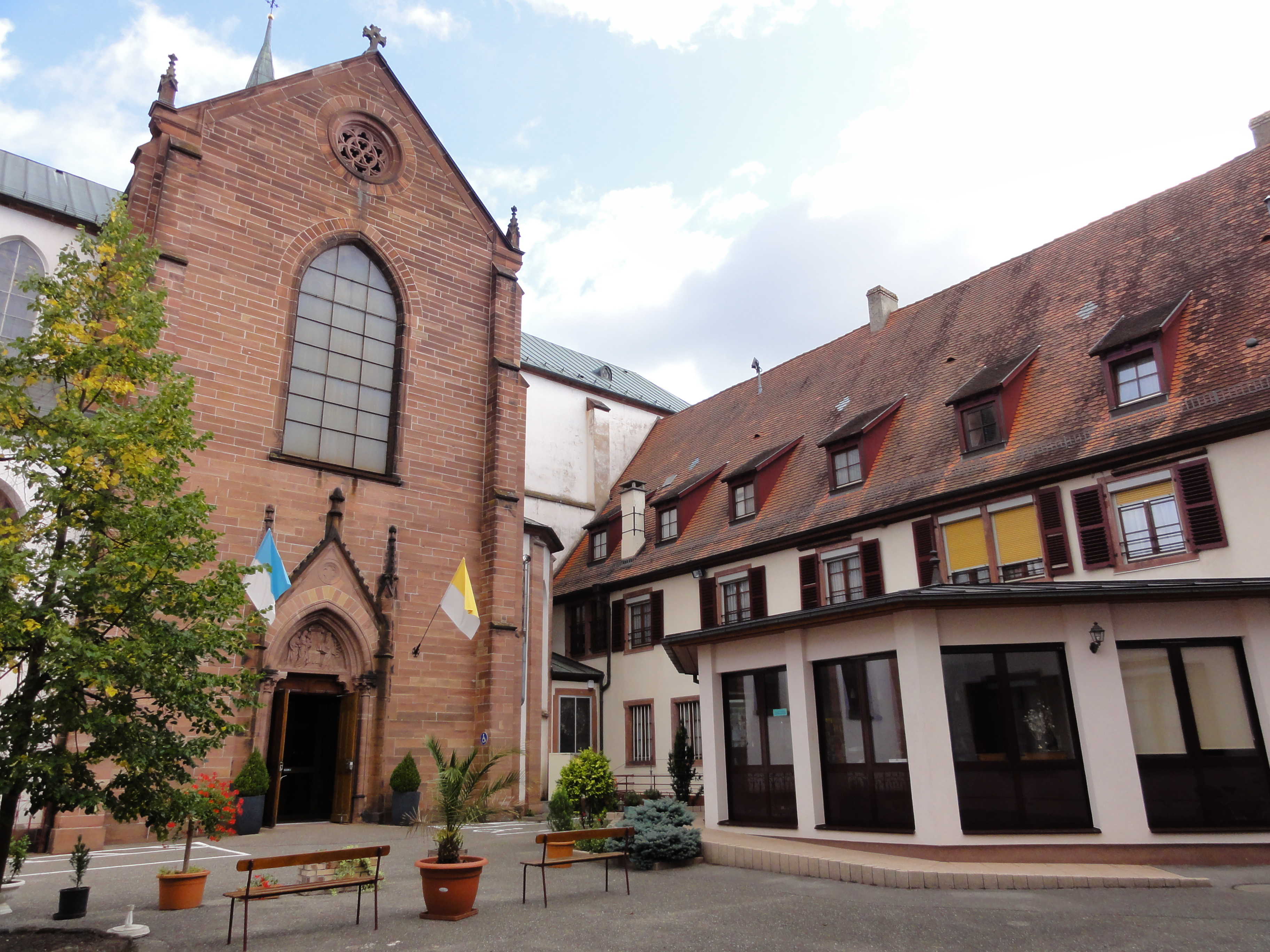
Accueil du prieuré et entrée par le transept Sud.

### Accès
- TER Strasbourg-Haguenau-Wissembourg : arrêt à la gare de Marienthal ;
- Autoroute Paris-Strasbourg, direction Haguenau par la D 44, suivre Marienthal ;
- Arrêt de bus du Ritmo de Haguenau, ligne 3 Chemin du Pacage - Haguenau Gare - Gare de Marienthal : arrêt devant la basilique ;
- À pied : Chemin de Saint-Jacques en Alsace (Wissembourg-Cluny) Marienthal entre Walbourg et Brumath.

### Liens Externes
- Sanctuaire Marienthal - Étoile Notre Dame